# Storia di Siracusa
Questa voce riguarda la storia della città di Siracusa dalle origini ai giorni nostri.
La città che è situata in terra di Sicilia, venne fondata nell'VIII secolo a.C. da un gruppo di coloni greci provenienti da Corinto. Fu una polis di primaria importanza, e venne annoverata fra le più grandi metropoli del mondo antico, dando i natali a personaggi del calibro di Epicarmo, Archimede e moltissimi altri, e ospitando al suo interno nomi influenti come quello di Eschilo e Platone.
Conquistata dai Romani nel 212 a.C., fu capitale della Sicilia romana. Ancora importante sotto il dominio bizantino, divenendone persino capitale dal 663 al 669, fino all'assassinio dell'imperatore Costante II, quando la situazione mutò drasticamente; fu presa allora dagli Arabi nell'878, iniziando un lungo declino e perdendo la residua primazìa siciliana.
Nell'XI secolo fu riconquistata per un breve periodo dai Bizantini, passando alcuni decenni dopo sotto il dominio dei Normanni. Dopo un momentaneo dominio genovese nel XIII secolo, seguì le vicende del Regno di Sicilia. Nei secoli XIV, XV, fino alla prima metà del XVI, fu sede della Camera Reginale che veniva governata dalle regine del Regno siciliano. In seguito entrò a far parte dei possedimenti del Regno delle Due Sicilie, fino all'avvento del Regno d'Italia, nel 1861.
In età contemporanea la storia di Siracusa venne a intrecciarsi con la storia del resto d'Italia, attraversando la prima e la seconda guerra mondiale. Nel 2005 il suo territorio è stato dichiarato dall'UNESCO Patrimonio dell'umanità.

## Preistoria

### Il Neolitico

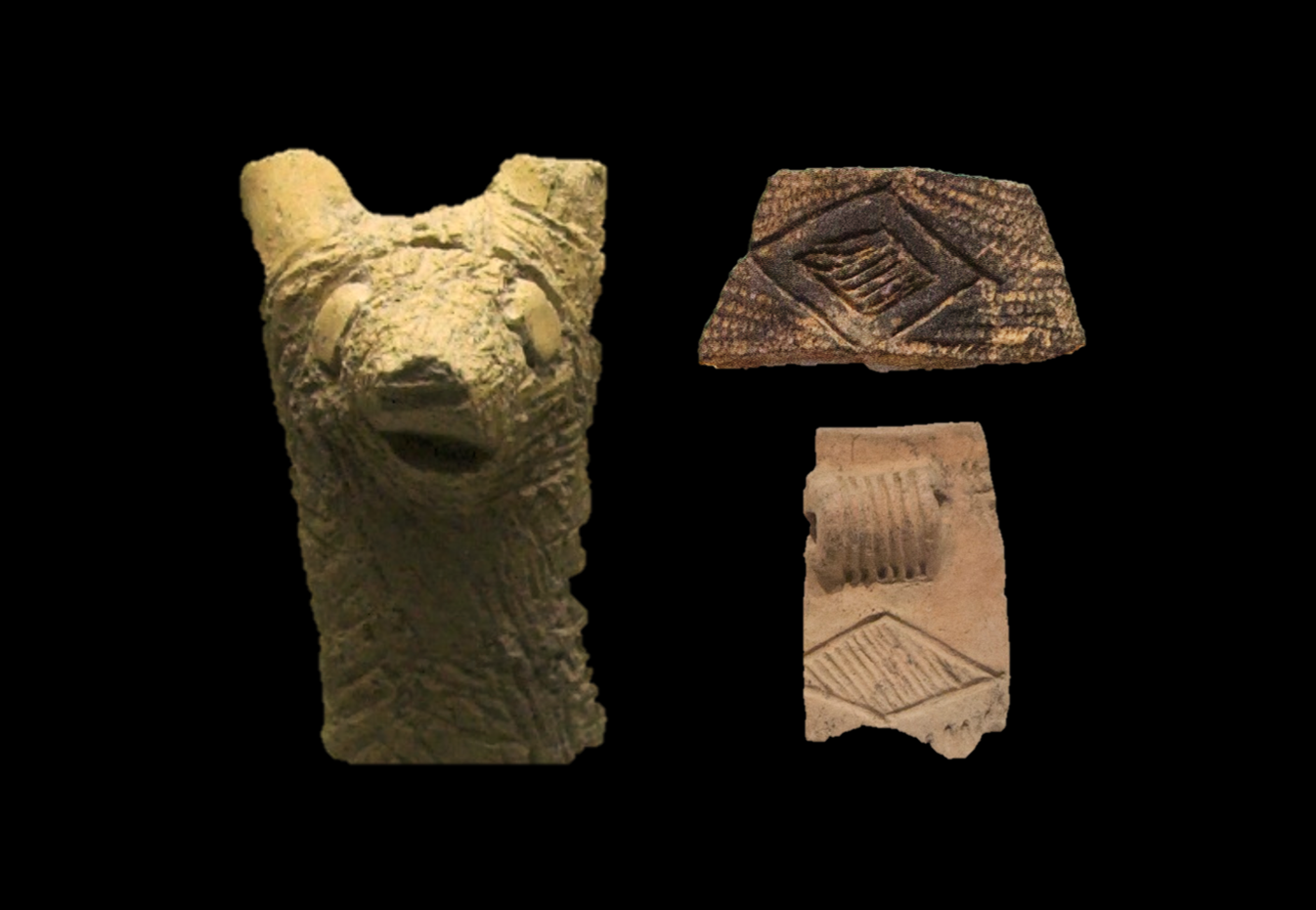
Ceramica proveniente da Stentinello: a sinistra la testa di un cane, a destra due raffigurazioni
dell'"occhio divino"; elementi che caratterizzano la cultura stentinelliana

Le prime significative tracce di antropizzazione del territorio siracusano risalgono al periodo del Neolitico e interessano soprattutto i confini costieri della futura città: la più importante di queste evidenze archeologiche è data dal villaggio trincerato di Stentinello (la caratterizzazione di trincea gli deriva dai vari fossati che lo circondano), sito sul lato nord di Siracusa, tra il quartiere di Santa Panagia e contrada Targia. Risalgono allo stesso periodo, pur mostrando minori vestigia, il villaggio di Matrensa (o Milocca), i siti preistorici di Plemmirio e Arenella e il villaggio di Ognina, i quali si susseguono sulla costa a sud che va dalla penisola della Maddalena alle porte della contrada di Fontane Bianche.
Stentinello, scoperto dall'archeologo Paolo Orsi nel 1890, è molto rilevante, poiché segna l'avvento dell'agricoltura in Sicilia: databile intorno al 6000 a.C. o 5000 a.C., la cultura di Stentinello è stata definita non autoctona, dato che la stessa non mostra punti di contatto con le precedenti realtà umane presenti altrove sull'isola; nonostante la pesante erosione marina e la parziale sommersione del sito (il mare odiernamente è difatti circa 5/6 metri più alto rispetto al primo millennio a.C.), la sua ceramica, impressa, definita raffinata e con motivi variegati, ha piuttosto chiaramente mostrato continuità con le fabbricazioni neolitiche in auge in quei millenni al di fuori della Sicilia: essa era andata diffondendosi per via marina in numerosi siti costieri del mar Mediterraneo e si suppone abbia avuto origine nella Mezzaluna Fertile, tra la Siria settentrionale e l'Anatolia meridionale.
Alcuni studiosi non sono d'accordo nel definire le genti stentinelliane estranee al contesto dell'isola: vi è infatti chi sostiene che la cultura di Stentinello non sia stata importata direttamente via mare ma che si sia diffusa gradualmente sull'isola, attraversandola dall'interno.

### L'età del bronzo e del ferro
Paolo Orsi ha definito Stentinello appartenente a della gente più antica e diversa dal popolo dei Siculi. Quest'ultimo popolo, afferma l'Orsi, fu il successore della civiltà stentinelliana e, secondo uno schema da egli elaborato, diede l'avvio all'età del bronzo e all'età del ferro siciliana, dividendosi le stesse in quattro lunghi periodi dominati dai Siculi. L'archeologo Luigi Bernabò Brea, tuttavia, pur ritenendo valida e fondamentale la divisione periodica sancita da Paolo Orsi, ha dimostrato che all'interno di questo schema va inserita anche una civiltà che non può dirsi sicula e che fu l'apportatrice della cultura di Castelluccio e di Thapsos; Brea pone la sua provenienza nell'area egeo-anatolica. A Thapsos, in particolare, la quale dista pochissimi chilometri da Stentinello, verso nord, sono state riscontrate inoltre vestigia micenee (risalenti al 1500 a.C.).
Altra eccezione siracusana estranea ai Siculi, durante l'età del bronzo, è rappresentata dall'isola di Ognina, la quale si sostiene che venne in questo periodo abitata da una colonia giunta da Malta. Sono diversi i collegamenti tra l'arcipelago maltese e il siracusano; ad esempio entrambi i territori mostrano profondi solchi sulla roccia calcarea che sono noti con il nome di cart ruts. I cart ruts di Siracusa, i quali sorgono soprattutto nei pressi di Stentinello, sono tuttavia stati cronologicamente collocati, se pur con qualche perplessità, al tempo dei Greci (si sarebbero formati nei secoli a seguito delle prime strade solcate dai carri).

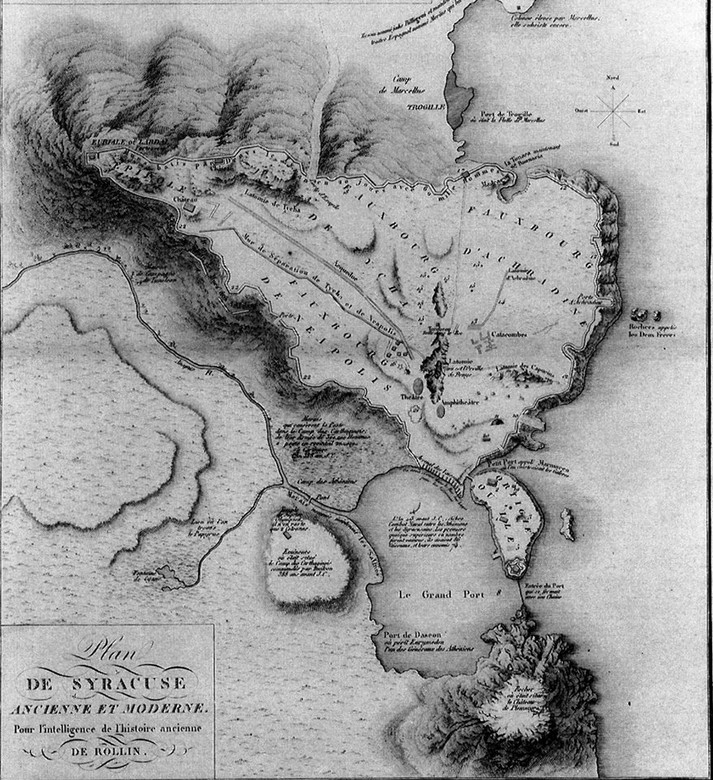
L'area fisica di Siracusa su di un'antica mappa ad opera dello storico francese Charles Rollin

Ad abbassare ulteriormente la datazione dell'arrivo della civiltà sicula nel siracusano, oltre ad alcune evidenze archeologiche, vi sono poi le antiche fonti scritte: queste dicono che i Siculi, popolo giunto sull'isola dalla penisola italica (sono numerose le prove del loro stanziamento in Italia, al punto da permettere a Brea di definirli popolo dalla cultura «tardo-appenninica», mentre la storiografia greca narra che il loro eponimo, Siculo, provenisse da una Roma preistorica), arrivarono intorno alla metà del II millennio a.C. La loro cronologia si basa sull'evento della guerra di Troia: Filisto di Siracusa asserisce che giunsero qui 80 anni prima della guerra contro i troiani, il che corrisponderebbe all'anno 1364 a.C. La stessa datazione viene espressa da Ellanico di Lesbo, il quale afferma che i Siculi giunsero nel 26º anno del sacerdozio di Alcionea, sacerdotessa di Argo, tre generazioni prima della guerra di Troia, che nella cronologia di Tucidide corrisponde all'anno ottantesimo prima del grande conflitto; lo storico ateniese, entrando nel contesto, si limita a dire che i Siculi popolarono la parte orientale della Sicilia 300 anni prima che lo facessero i Greci (i quali giunsero intorno al secolo 700 a.C.).

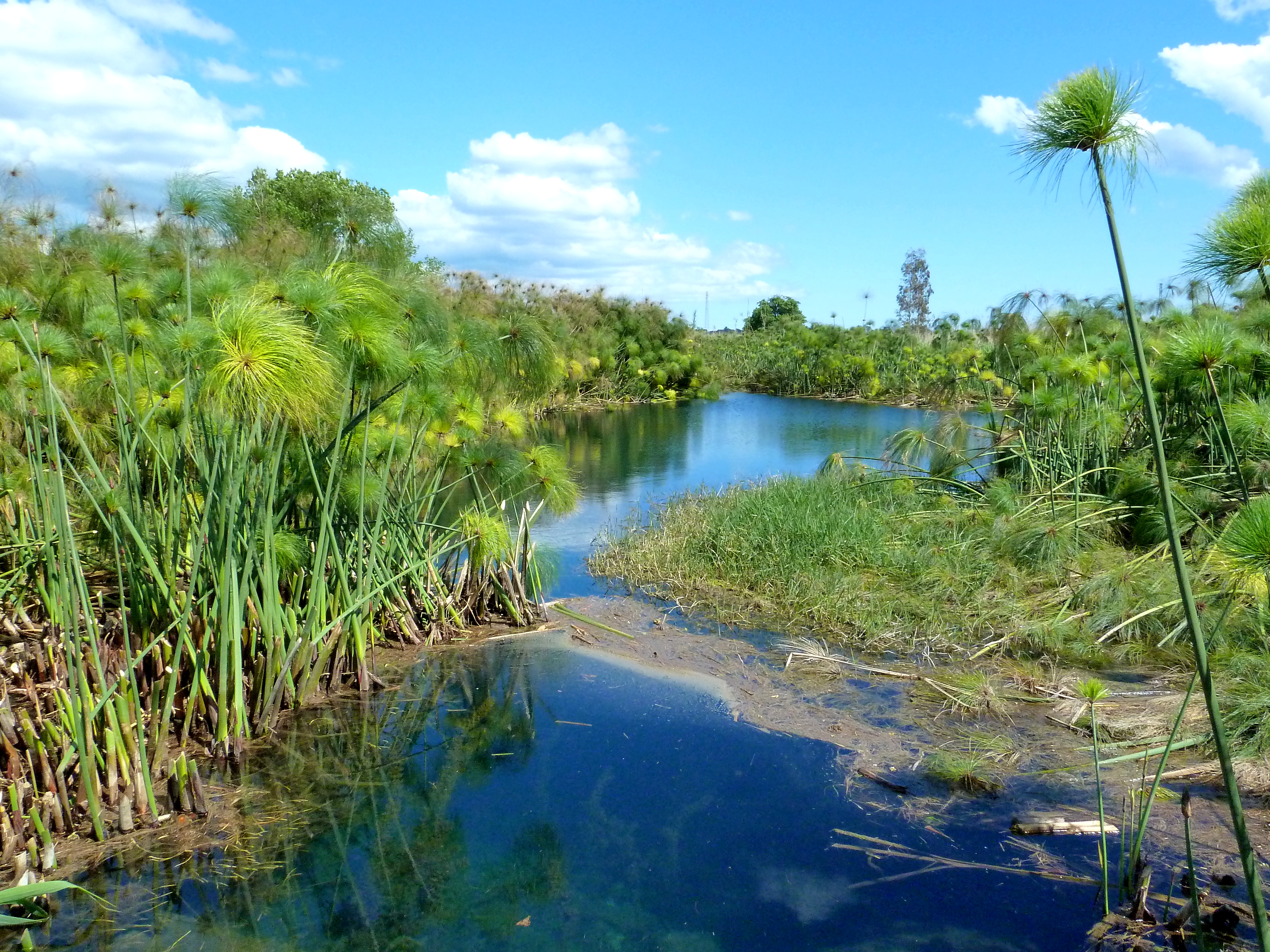
Papiri alla riserva naturale Fiume Ciane e Saline di Siracusa: un tempo circondata da paludi e chiamata Lisimelie (odierna Pantanelli). Alcuni vi collocano anche la presenza della palude Syraka, dalla quale deriverebbe il nome stesso della città

Sia la necropoli di Cassibile sia l'isola di Ortigia hanno restituito numerose testimonianze sicule della cultura di Pantalica (la quale prende il nome dall'omnonima necropoli, Pantalica, sita tra i monti Iblei e caratterizzata da migliaia di tombe a grotticella). Ai Siculi alcuni storici antichi fanno risalire la nascita del toponimo della città; pare infatti che essa sia sorta come una loro colonia, conosciuta con il nome di Syraka o Syrako (che diventa Surako e Surakeus in altri autori antichi), che potrebbe derivare da una palude appellata a quel modo o da un omonimo corso d'acqua (tramite una notizia di Duride di Samo, che include Siracusa tra le città il cui nome ha avuto origine da un fiume).
I Siculi sono indicati come i fondatori di un'antica capitale indigena chiamata Ibla: questa città, il cui toponimo trova arcaiche radici tra la Siria e l'Anatolia, avrebbe dato il proprio nome all'intera area siracusana, detta iblea, dai monti omonimi. Brea ha sostenuto nei suoi studi che la preistorica Syraka/o facesse parte dei domini di Ibla e che ne rappresentasse lo scalo commerciale.
Dove si trovasse esattamente questa capitale, che poteva controllare anche la futura colonia corinzia, resta tutt'oggi un mistero. Tuttavia, le antiche fonti riferiscono che di Ibla, a un certo punto, ve ne erano molte: la più vicina a Syraka era Megara Iblea (nella quale sono stati rinvenuti, tra l'altro, reperti della cultura di Stentinello, suo confine verso sud, che indicano l'esistenza di un legame con quell'area fin dal neolitico), sorta per volere di Iblone, presunta figura mitologica. Ibla sarebbe rimasta legata a Syraka, anche dopo che questa sarebbe divenuta di costumi e parlata greca.

## Epoca antica

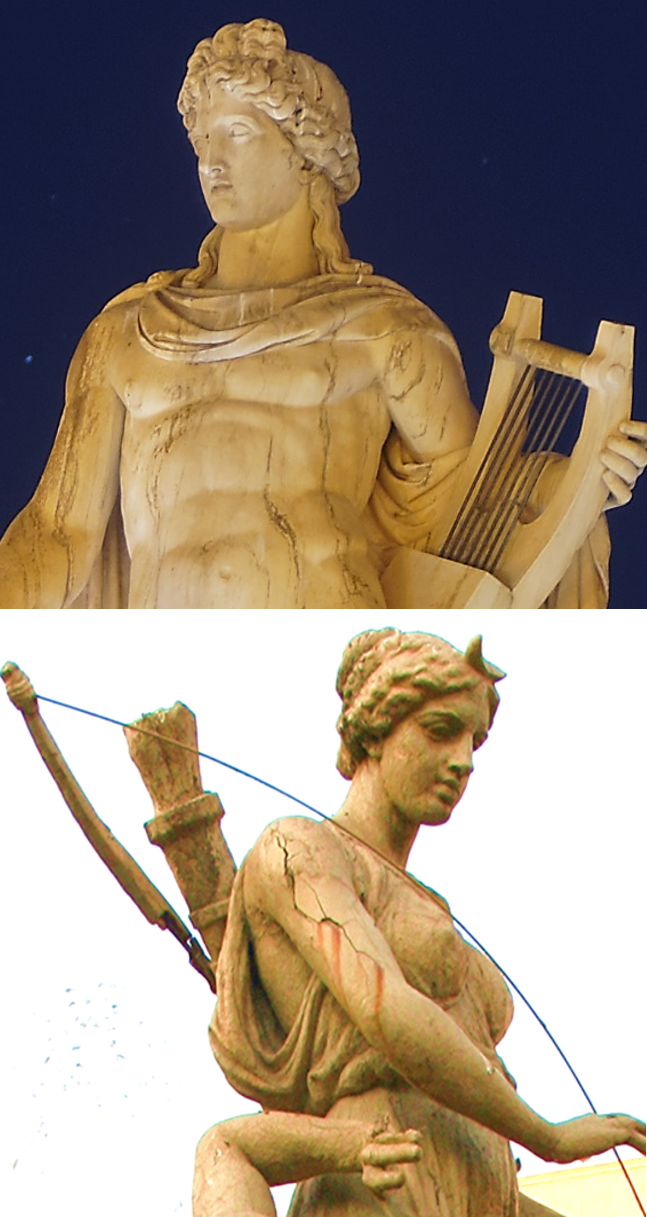
Apollo, dio del Sole, e Artemide, dea della Luna: i gemelli degli astri sono entrambi molto legati a Siracusa e lo sarebbero stati fin dalla nascita di questa città; ad essi rimanderebbe anche il suo toponimo

### La fondazione
Come spesso accade con le fondazioni di antiche poleis, anche nei riguardi della nascita di Siracusa vi sono pareri discordanti: vi è chi pone l'atto fondativo (Ktisis) nel 758 a.C. (Marmor Parium), chi propone una datazione più bassa come Tucidide, che indica il 733 a.C., e chi infine sostiene che Siracusa sia stata colonizzata dai Greci insieme a Megara Iblea, Sibari e Crotone, come afferma Strabone, il quale, pur omettendo una datazione precisa, indicherebbe quindi una fondazione posteriore al 720 a.C. Di norma, si considera la datazione tucididea come la più attendibile, quindi prevale l'anno 733 a.C.
Da Corinto, regione del Peloponneso, provenivano i coloni che si insediarono nella precedente realtà sicula. La storiografia greca narra che essi vennero guidati da Archia dei Bacchiadi (discendenti del dio Bacco, appellativo estatico di Dioniso); famiglia che governava sul trono di Corinto, dopo averne scacciato gli Eraclidi (dei quali pure si dicevano discendenti). Costoro erano Dori di stirpe (avevano tempo addietro invaso la Grecia e portato al crollo della civiltà micenea, inaugurando il cosiddetto medioevo ellenico). Il dialetto dorico avrebbe caratterizzato Siracusa nei secoli a venire.
Archia recava con sé anche un'altra stirpe: pare infatti che la maggior parte dei coloni che giunsero dalla corinzia sulle sue navi fossero i discendenti dei sopravvissuti della guerra di Troia; gli abitanti della Tenea corinzia (si è anche ipotizzato che dai Teneati Siracusa possa avere ereditato il culto per del dio del Sole Apollo).
Archia si recò all'Oracolo di Delfi e lì, dalla sacerdotessa di Apollo, ricevette il responso di recarsi all'isola di Ortigia (da un'iscrizione rinvenuta a Naxos, la più antica colonia greca di Sicilia, si è altresì scoperto che i primi coloni che sono sbarcati sulle coste siciliane consideravano Apollo il loro protettore; l'Archegetes della colonizzazione greca in Occidente e «signore delle stirpi»). Vi sono differenti versioni sul come e sul perché Archia giunse infine dalla sibilla apollinea: secondo Strabone, egli vi giunse in compagnia del fondatore di Crotone, Miscello di Ripe, e alla domanda postagli dalla sibilla su che cosa egli desiderasse di più per la sua futura colonia, Archia rispose di volere la ricchezza (Miscello scelse la salute), quindi il dio concesse al bacchiade la terra di Siracusa (la cui ricchezza sarebbe divenuta proverbiale nel mondo antico).

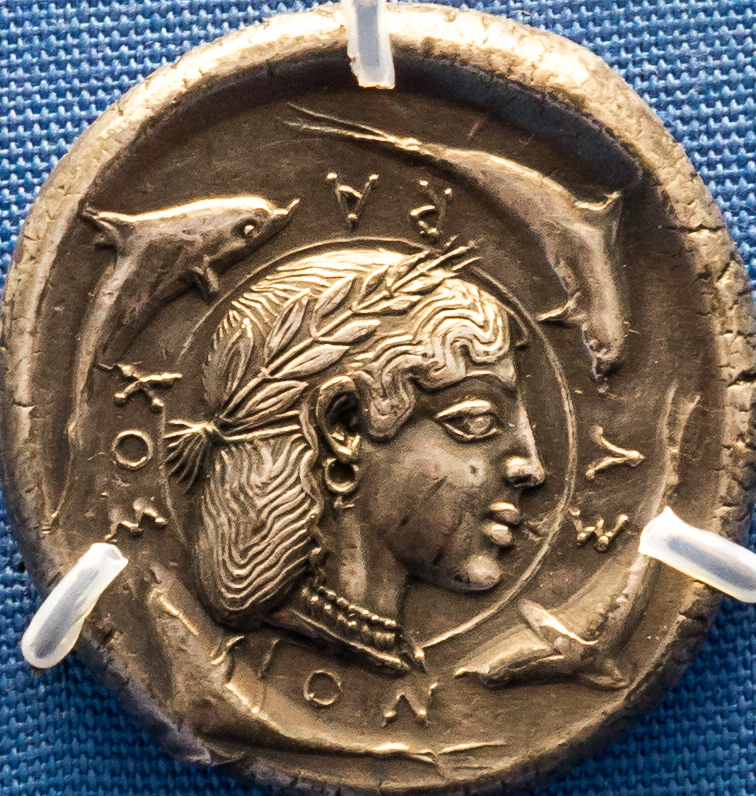
Moneta di Siracusa del V secolo a.C.: la ninfa Aretusa circondata da delfini e la scritta SY-RA-KOS-ION

L'isola di Ortigia venne dai primi coloni legata al culto lunare di Artemide: il nome «Ortigia» richiama infatti la patria dove la titana Latona partorì i gemelli di Zeus, Apollo e Artemide; un tempo di Ortigia ve ne erano diverse (odiernamente a portare ancora questo nome è rimasta solo l'isola di Siracusa): l'Ortigia sede della nascita sacra mutò il suo nome in Delos, la luminosa (mentre le restanti Ortigia si sono perse nei millenni di storia). In particolare, l'Ortigia siciliana è stata spesso accostata all'Ortigia omerica (Ὀρτυγίης), legata a una città chiamata «Syria» (Συρίη), nota per essere il punto «dove si volta il sole» e anch'essa legata ad Apollo e ad Artemide.
Sebbene la localizzazione del passo omerico resti un qualcosa di incerto (a causa delle tante omonimie nell'antichità di Ortigia e di Siria), alcuni studiosi ritengono comunque valida la citazione omerica per tentare almeno di risalire all'origine dei toponimi che appartengono a Siracusa: ad esempio, è opinione diffusa e accettata che il termine Ortigia significhi «Quaglia», dal greco antico «Öρτυξ», tuttavia si è supposto che gli antichi le abbiano dato questo nome non tanto per indicare l'aspetto dell'uccello ma il suo moto rotatorio, il suo levarsi all'alba; in sostanza, il suo essere un «emblema solare». In tal caso, potrebbe riallacciarsi a quell'inversione/giro del sole che Omero diceva compiersi in Ortigia. Che la rinascita del sole sia legata proprio ad Ortigia è intuibile da un altro passo di Omero, il quale pone al suo interno le vicessitudini di Eos, la dea dell'aurora.
Sul primo periodo di vita della nuova colonia vi sono pareri contrastanti: si suppone che vi sia stata inizialmente una convivenza pacifica tra Siculi e Greci, ma che poi si sia tramutata in opposizione quando i coloni hanno tentato di asservire gli indigeni. Eccetto qualche aneddoto sui compagni di Archia (su Etiopo, Melituto, Bellerofonte, Eumelo e Telefo, il quale avrebbe ucciso il bacchiade dopo la fondazione) e su un possibile arcaico re argivo che governò la nuova polis, non vi sono fonti storiche che parlino dei primi due secoli di esistenza della colonia siciliana.
Essa però compare precocemente sulla lista delle polis occidentali che vinsero gli antichi agoni olimpici: nel 648 a.C., 33ª olimpiade, il siracusano Lygdamis trionfò alla prima edizione del pancrazio (disciplina posta alle origini delle arti marziali), la sua patria divenne quindi la 2ª città d'Occidente a imprimere il proprio nome ai giochi d'Olimpia (la prima fu Crotone nel 672 a.C.).
Tra Siracusa e Olimpia, terra d'Elide e sede mitologica degli dei dell'Olimpo, vi era un antico legame: si diceva che quando a Olimpia venisse gettata una coppa nel fiume Alfeo, questa riemergesse nelle acque aretusee; così come quando si compiva un sacrificio nello stesso fiume elide, le acque della fonte Aretusa si tingevano di rosso, sottolineando il legame simbolico che vi era tra la terra egea e quella siciliana. Aretusa aveva avuto i propri natali ad Olimpia (così come il suo spasimante Alfeo).
Gli archeologici, basandosi sulla repentina scomparsa di imponenti centri siculi, come Pantalica, imputano all'espansione siracusana il motivo del crollo della civiltà sicula a favore della cultura greca; i Siracusani stabilirono le loro prime sub-colonie tra i monti Iblei.

### L'epoca greca

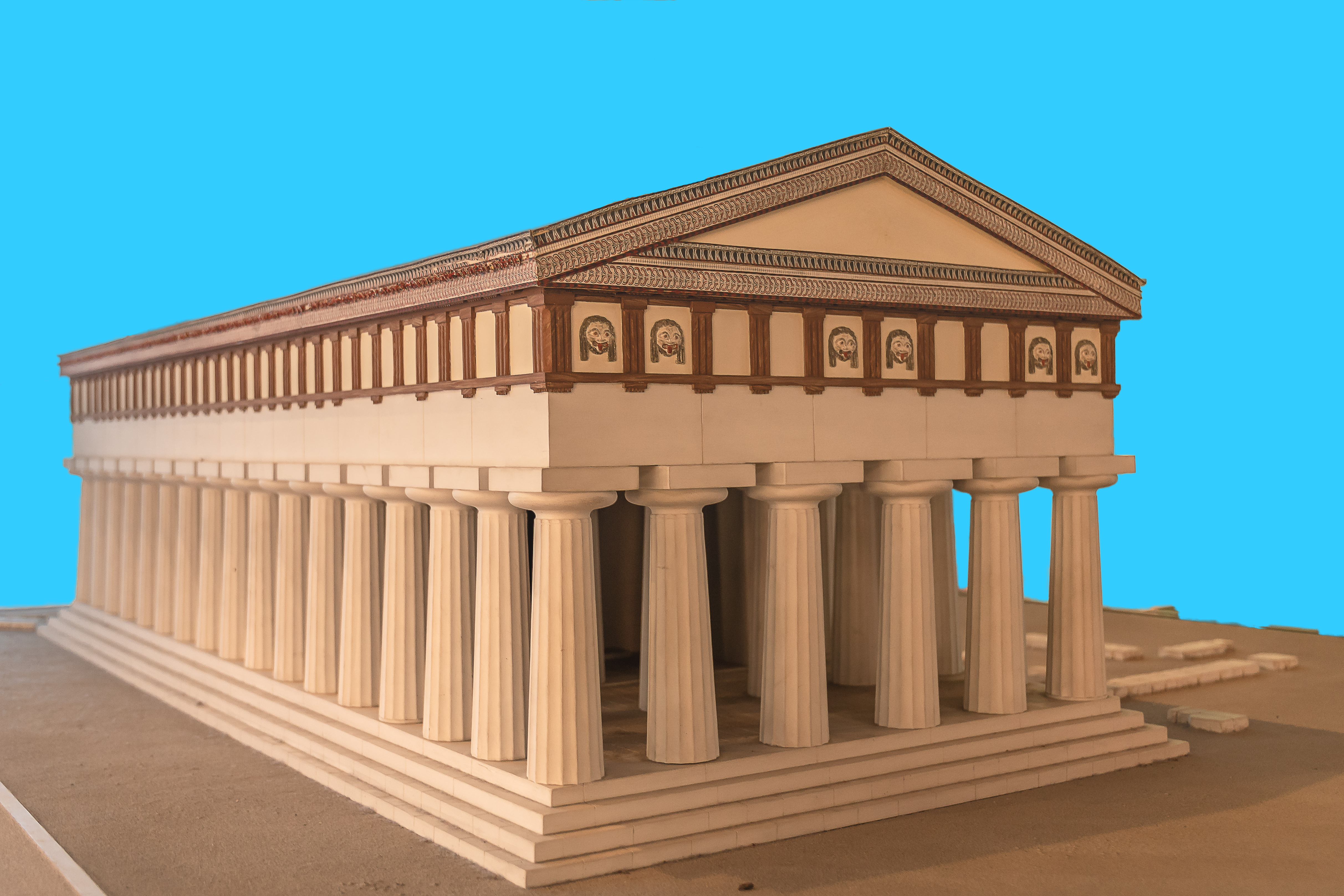
Ricostruzione su modello (museo archeologico regionale Paolo Orsi): come doveva apparire l'ancora intatto tempio di Apollo (Apollónion) edificato sull'isola di Ortigia nel VI secolo a.C., in stile dorico

Le prime notizie storiche sulla Siracusa dei Greci riguardano le lotte interne tra i Killichirioi (detti anche Cilliri) e i Geōmóros: i primi erano i discendenti dei Siculi e rappresentavano la classe popolare siracusana, grecizzata, mentre i secondi discendevano dai coloni corinzi, divenuti i proprietari terrieri della nuova polis. I primi riuscirono a estromettere dal governo i secondi, ma i Geōmóros (o Gamoroi), esiliati, nel 485 a.C. si diressero verso Gela (all'epoca potente polis dalle origini rodio-cretesi) e cercarono l'aiuto della casata che in quel momento la governava, i Dinomenidi.
Gela, tramite il suo tiranno Ippocrate, aveva in passato tentato di impossessarsi di Siracusa: Ippocrate, lanciatosi in una campagna di conquista delle città della Sicilia sud-orientale, nel 492 a.C. aveva sconfitto i Siracusani nella battaglia del fiume Eloro, dove si distinsero tra le file dei Gelesi Cromio di Etna e Gelone dei Dinomenidi. Siracusa sarebbe stata allora alla sua mercé, se non fosse che il tiranno perse la vita a causa di Ibla, nel tentativo di conquistarla.
Ancora prima che gli Iblesi intervenissero, pare che si mossero sia Corinto che Corcira, le quali, per evitare che l'ancora debole colonia corinzia venisse occupata, trattarono con Gela, donandole una sub-colonia di Siracusa in cambio della pace: Kamarina divenne quindi gelese.
Circa dieci anni dopo questo episodio, Gelone abilmente riuscì a farsi aprire le porte di Siracusa, conquistandola senza l'uso della forza: egli si fece arbitro della contesa tra i Cilliri e i Geōmóros e ottenne di farsi incoronare da questi strategòs autokrátor, divenendo il primo tiranno di Siracusa. La sede del potere, tuttavia, non rimase Gela, poiché i Dinomenidi la trasferirono all'interno della polis aretusea. Gela rimase indipendente.
Con Gelone si inaugurò l'inizio del pluri-secolare conflitto con la punica Cartagine (nuova capitale dei Fenici): essa aveva insediato delle sue colonie nella Sicilia occidentale e Siracusa, coadiuvata dalle altre città greche siciliane (quando non era in lotta anche con queste), divenne terra di confine per i Cartaginesi, i quali ambivano a conquistarla militarmente per impossessarsi dell'intera Sicilia; la sua resistenza si sarebbe rivelata decisiva nell'equilibrare le influenze culturali dell'isola e dell'Occidente greco.
Gelone riorganizzò e potenziò l'esercito siracusano e dotò la polis di una imponente marina militare. Alcune fonti antiche riferiscono che nel 480 a.C., lo stesso giorno in cui i Sicelioti battevano nella battaglia di Imera i soldati del re cartaginese Amilcare I (le cui origini erano in parte siracusane, essendo la madre nativa di questa polis), i Greci del continente sconfiggevano i persiani di Serse I nella battaglia di Salamina (contemporaneità per la quale Gelone rifiutò di farvi partecipare i Siracusani, nonostante questi fossero stati invitati a prendervi parte dagli ambasciatori di Sparta).
Un'importante conseguenza della vittoria siceliota su Cartagine fu il trattato di pace, della durata di 70 anni, come si apprende da Plutarco, che lo strategòs geloo, a nome della Sicilia, impose agli sconfitti: costoro avrebbero dovuto smettere di praticare i sacrifici umani per i loro dei, ritenuti inammissibili dalla società greca (il filosofo-giurista dell'illuminismo, Montesquieu, lo definirà come «Il più bel trattato di pace [...] a favore del genere umano» e gli stessi Cartaginesi ne beneficiarono). Nonostante odiernamente alcuni studiosi mettano in dubbio non solo l'esistenza di questo trattato ma la stessa pratica d'immolazione in uso tra i Punici, vi sono abbastanza fonti antiche che invece ne riportano la storicità (gli stessi Siracusani, nel prosieguo delle guerre greco-puniche, cadranno più volte vittime della rinnovata pratica sacrificale dei Cartaginesi).
Con Ierone I (soprannominato «l'Etneo», per via del suo operato tra Katane e il monte Etna), fratello di Gelone, lo scontro si estese sul mar Tirreno: Siracusa bloccò l'espansione degli Etruschi verso sud (costoro erano alleati di Cartagine), vincendoli nella battaglia di Cuma (ciò segnò una svolta nella storia di Roma, la quale prese ad affrancarsi dal dominio etrusco, sopraffatto).
Dopo aver sconfitto l'ultimo re dei Siculi, Ducezio, il quale aveva tentato di rovesciare il potere greco in Sicilia (460 a.C.), la polis venne coinvolta dal 427 a.C. al 413 a.C. nella guerra del Peloponneso: una prima volta, Atene (divenuta avversaria di Sparta, con la quale da tempo condivideva l'egemonia sulle terre egee), combatté i Siracusani istigata da Leontinoi - che fece leva sulle origini ioniche di Atene, esortandola a soggiogare la città dei Dori in Occidente -, ma la polis aretusea riuscì a contrastarla e si arrivò a un primo accordo di pace nel 424 a.C. (pace di Gela). Il secondo attacco ateniese giunse con sorpresa, poiché l'apertura di un fronte occidentale, mentre la capitale dell'Attica era impegnata a combattere nella propria madrepatria, era ritenuto improbabile; invece, le voci su una grande spedizione navale diretta in Sicilia si riveleranno fondate.
Tucidide, nel definire «profondamente simili», vivaci allo stesso modo, e per questo pericolosi, i Siracusani al pari degli Ateniesi (omoiotropoi), individua nella voglia di imperialismo il fatale errore di Atene.
Nel 415 a.C. la spedizione dei Greci, la più imponente che questi avessero allestito fino ad allora (eccettuata quella di omerica memoria), a prevalenza ateniese, non partì con buoni auspici: fin dal principio del conflitto peloponnesiaco, Atene avvertiva di non avere il favore degli dei dalla propria parte (ben nota fu, ad esempio, l'opposizione duratura dell'Oracolo di Delfi), per questo motivo la colpì particolarmente il sacrilegio avvenuto poco prima che le sue navi salpassero verso la Sicilia: furono mutilate le Erme (raffiguravano Ermes, il dio del logos, lo psicopompo, il messaggero degli dei), si insultarono anche i misteri eleusini; tutto ciò portò alla condanna del circolo di Socrate e del suo discepolo Alcibiade, privando del suo più forte elemento la guerra contro Siracusa (Alcibiade era colui che l'aveva ideata e voluta questa guerra).
Rimase Nicia - l'autore della pace infranta proprio a causa di questa spedizione -, il quale era sempre stato contrario ad attaccare la Sicilia ed era altresì fortemente timoroso degli dei. Nel 413 a.C. il generale ateniese capì che Siracusa non sarebbe stata conquistata dalla capitale attica: essa era sì stata sul punto di arrendersi, ma l'aiuto inviatole da Sparta, da Corinto e da altri popoli suoi alleati in Grecia, Italia e Sicilia lo impedì e le permise a un certo punto di contrattaccare. Nicia decise di fare ritorno in patria, ma l'eclissi lunare verificatasi il 27 agosto di quell'anno, interpretata dai suoi indovini come un segno nefasto, lo spinse a rimandare la partenza: ciò determinò la totale disfatta dell'armata ateniese, la quale venne accerchiata e sconfitta sia su mare che su terra.

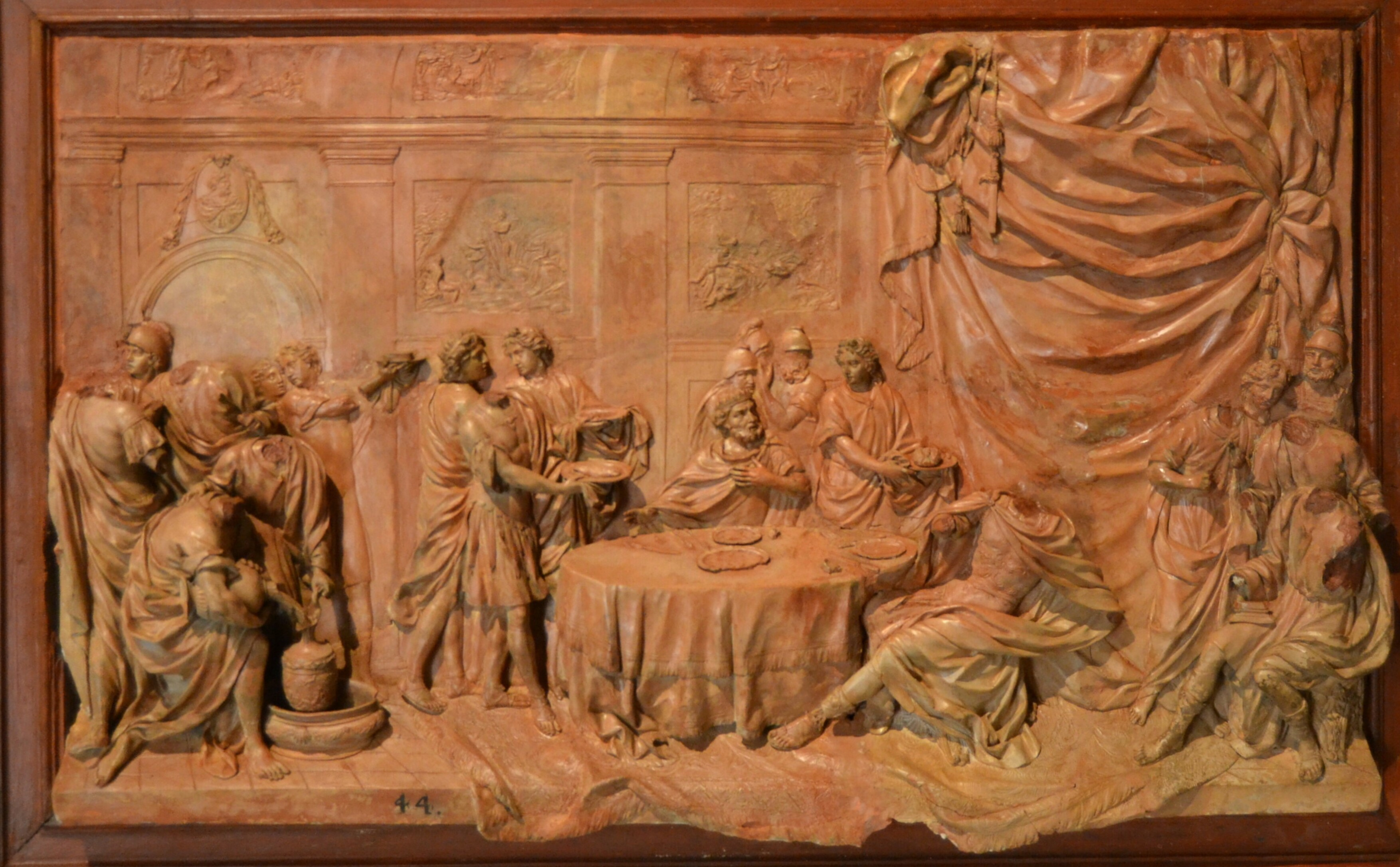
L'episodio della spada di Damocle alla corte di Dionisio (scultura del XVIII secolo, Josep Ginés Marín, Acadèmia de Belles Arts de San Fernando)

L'epoca dionisiana, nel IV secolo a.C., rappresentò il periodo più florido di Siracusa, divenuta una pentapoli: essa venne inaugurata tuttavia dall'aspra ripresa del conflitto con Cartagine (che portò a un nuovo assedio della polis, stavolta da parte del suffeta Imilcone II, poi sventato a causa di un'epidemia che colpì il campo cartaginese).

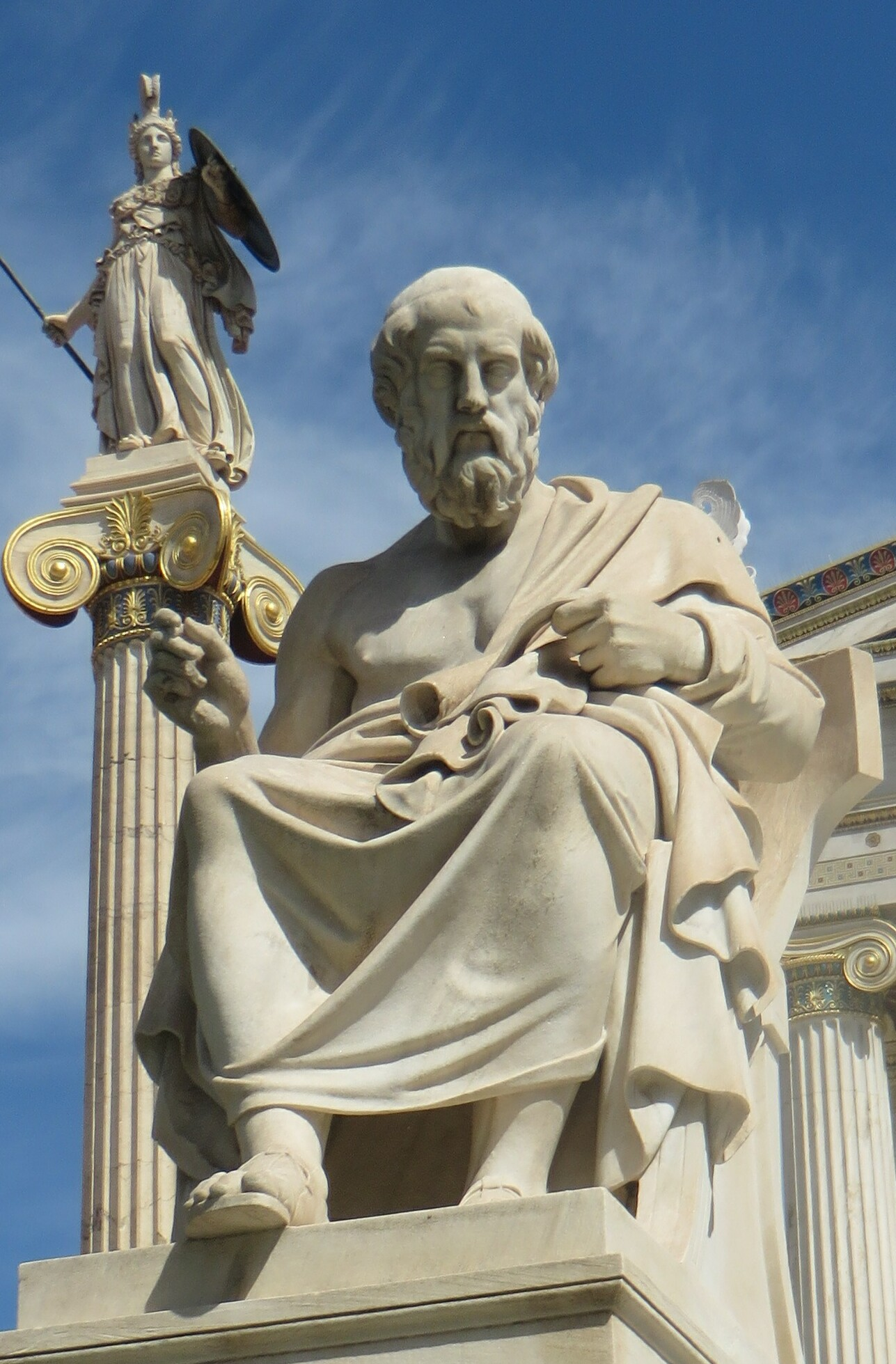
Busto di Platone (nuova Accademia di Atene, Leonidas Drosis, XIX secolo). Il filosofo segnò profondamente l'epoca dionisiana e la sua fine

Grazie alla talassocrazia acquisita sui mari e allo stabilimento di numerosi empori commerciali, per la capitale siceliota fu il momento di massima ricchezza. Dionisio I accentrò su di sé il favore dei barbari: con lui fecero alleanze i Galli dopo il sacco di Roma, ebbe al suo servizio gli indovini di Ibla, i Galeoti, i quali, proclamandosi discendenti dell'Apollo Iperboreo, legarono i Siracusani ai Galli, agevolando l'influenza di Dionisio sulle loro terre.
L'aver sconfitto Atene diede prestigio alla polis aretusea e aumentò quindi la sua attrattività nei confronti di poeti, artisti, filosofi: tra tutti spicca la venuta di Platone; ateniese, discepolo di Socrate, egli viaggiò per tre volte in Sicilia e fu ospite della corte siracusana.
Nonostante la presenza dell'Ateniese, i rapporti tra i Siracusani e la sua patria - e forse finanché con Sparta - erano ancora molto tesi: Dionisio fu accusato pubblicamente, durante i giochi della 98ª Olimpiade (388 a.C.), di volere una Grecia in fiamme per poi dividersela con il Re dei Re, Artaserse II di Persia (tornava sostanzialmente il dubbio che i Siracusani ammiccassero ai Persiani, poiché non erano mai andati in guerra contro di loro). Bisognerà attendere il 368 a.C. affinché i Greci smettessero di vedere Dionisio come nemico dell'Ellade (quando cioè questi partecipò alle campagne militari dell'Egeo): quello fu inoltre l'anno in cui Atene mise da parte l'ostilità verso Siracusa, dichiarando Dionisio e i suoi discendenti «alleati [degli Ateniesi] per l'eternità».
Come hanno notato diversi studiosi, Platone considerava Siracusa il nuovo fulcro del potere egeo e si prefissò quindi di mutarne il governo tirannico in uno che corrispondesse, o quanto meno si avvicinasse, ai suoi ideali (egli ambiva a uno «Stato ideale» ma rimane ancor oggi un dibattito aperto il comprendere fino a che punto egli volesse cambiare Siracusa). Le cose si complicarono quando né Dionisio I né suo figlio Dionisio II mostrarono accondiscendenza verso i suoi insegnamenti. Platone, ciononostante, ebbe presa su Dione (cognato di Dionisio), il quale, appoggiato dall'Accademia di Atene, giungerà infine a far cadere il governo di Dionisio II, portando la guerra civile all'interno della polis (357 a.C.). In seguito prese il potere della polis il corinzio Timoleonte, anch'egli filo-platonico.
Un'altra guerra civile, nel 316 a.C., diede ad Agatocle l'autorità di strategòs autokrátor di Siracusa. Con la guida agatoclea lo scontro con Cartagine raggiunse l'apice: mentre la capitale fenicia assediava la polis, Agatocle forzò il blocco navale imposto dai Cartaginesi e fece navigare le proprie truppe verso l'Africa; per la prima volta, Cartagine veniva assediata sul proprio suolo natio. La spedizione di Agatocle aveva un significato importante anche nei riguardi dell'ellenismo: egli, infatti, si era ispirato al macedone Alessandro Magno e alle sue esplorazioni delle terre (in un'epoca in cui la Macedonia era riuscita a conquistare l'egemonia sull'Ellade, espandendo i confini della cultura greca). In Africa Agatocle strinse alleanze con gli ex-diadochi di Alessandro: con il satrapo d'Egitto Tolomeo I Soter (con il quale s'imparentò, creando una discendenza che sarebbe infine rimasta in terra egizia) e con il governatore di Cirene Ofella (quest'ultimo in seguito tradito da Agatocle).

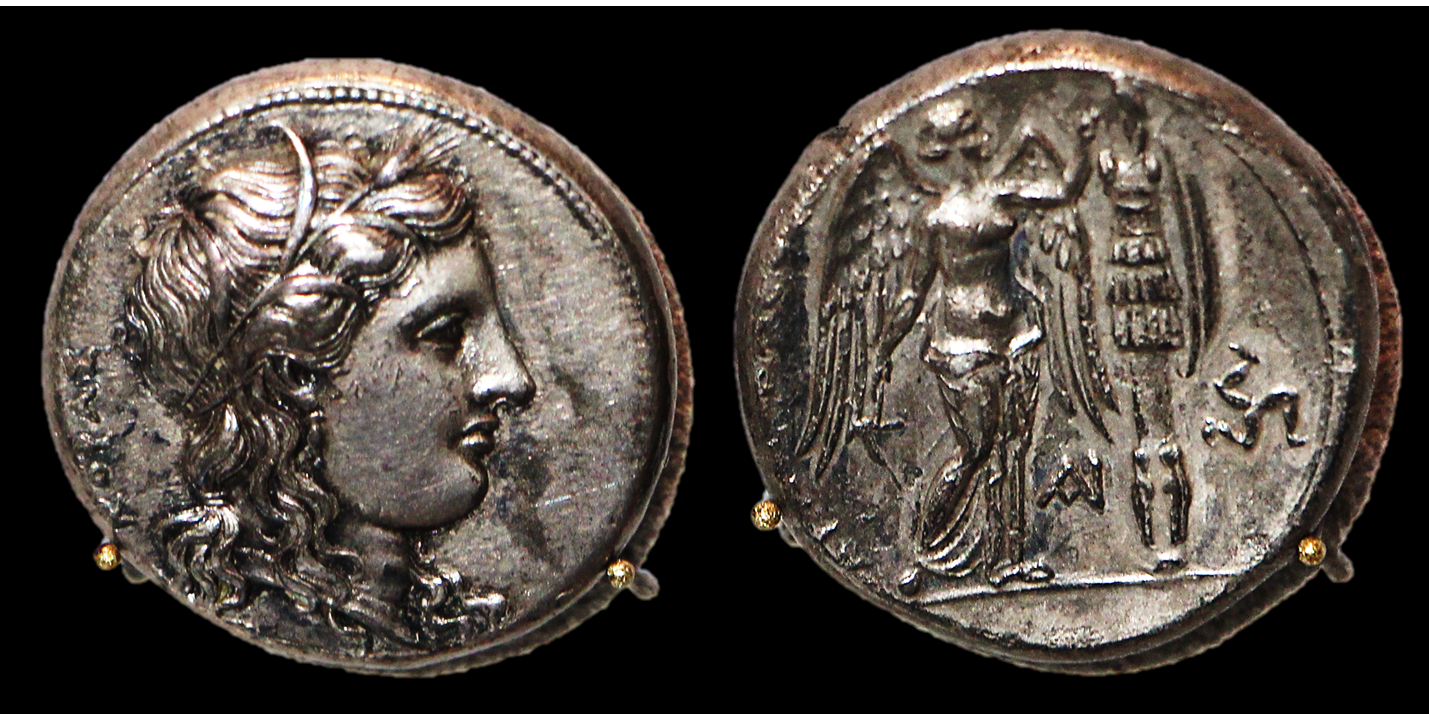
Moneta siracusana coniata da Agatocle nel 308 a.C.: sulla sinistra la dea Persefone, sulla destra la Nike con l'armatura dei nemici e la Triscele, simbolo della Sicilia

Nel contesto mediterraneo, nell'anno 307 a.C., Agatocle - così come avevano già fatto i diadochi macedoni nei rispettivi territori -, assunse il titolo di basileus  di Sicilia, dando all'isola il suo primo sovrano.
Dopo una serie di successi, venne meno l'assedio all'impero cartaginese, poiché tra l'esercito siracusano e Agatocle prevalse la discordia, con il conseguente ritorno in patria e una spietata vendetta del basileus nei confronti dei Siracusani.
Sul mar Ionio i Siracusani vinsero le navi del diadoco Cassandro, re di Macedonia. Agatocle si rivolse quindi in Magna Grecia: qui difese la grecità e i propri domini, interagendo con i popoli italici. Alcuni studiosi hanno interpretato le ultime mosse agatoclee in chiave anti-romana, tuttavia non si arrivò mai a uno scontro diretto tra Roma e l'esercito di Agatocle. Chi non poté invece evitare lo scontro con i Romani fu il successivo basileus della polis Ierone II: egli, distintosi tra le file dell'esercito di Pirro (al tempo in cui questi, essendo genero di Agatocle nonché padre di Alessandro II, aveva tentato di reclamare il trono di Siracusa), salì al potere nell'anno 269 a.C., combattendo contro i Mamertini (si facevano chiamare figli di Marte); mercenari agatoclei nativi della Campania ma stabilitisi in Sicilia a seguito dello sbandamento dell'esercito siracusano. Costoro presero i Siracusani alla sprovvista, chiamando Roma dalla loro parte, in nome della comune origine italica.
I Mamertini, tuttavia, si rivolsero anche a Cartagine, invitandola a sconfiggere Ierone, che aveva posto l'assedio su Messina, divenuta loro roccaforte in terra di Sicilia. Ciò comportò l'intervento contemporaneo sull'isola sia dei Romani sia dei Cartaginesi, ma con obiettivi differenti: i due popoli non avrebbero collaborato per i Mamertini, piuttosto si sarebbero dichiarati guerra a vicenda per il possesso dell'isola. I Siracusani furono posti in mezzo, costretti a decidere da che parte schierarsi (impensabile, in quel momento, affrontarli entrambi).

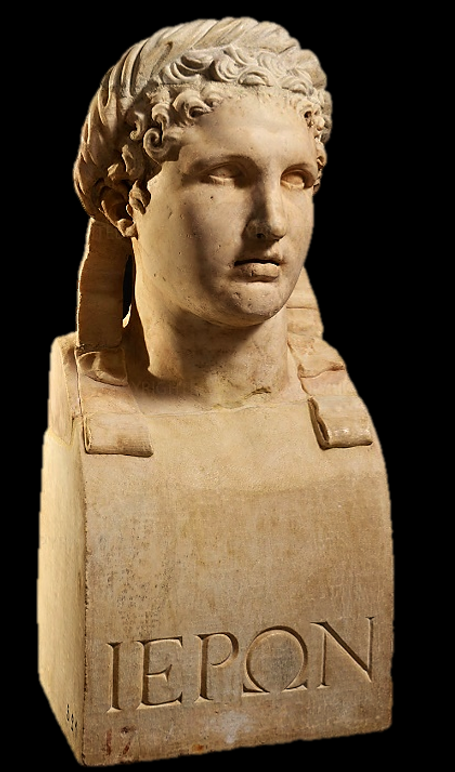
L'erma di una personalità eroicizzata (o divina), rinvenuta a Roma, risalente al II secolo, attribuita all'alleato del popolo romano, Ierone II di Siracusa

All'improvviso Roma apparve agli occhi di Siracusa come una minaccia più grande rispetto alla secolare rivale Cartagine, scelse quindi di unirsi ai Cartaginesi. Questa unione, però, venne una prima volta sventata dal cambio di passo intrapreso da Ierone: egli, dopo aver combattuto contro il console Caudice, quando si vide assediato anche dai consoli Messalla e Crasso - giunti alle mura della polis con quattro legioni e avendo il supporto di molte città siciliane -, decise di rompere il patto con Cartagine e divenire alleato di Roma.
Questa alleanza comportò per Siracusa un lungo periodo di pace: non disponendo più della potenza bellica di un tempo - esauritasi con Agatocle - e venendo meno la sua posizione di dover difendere l'isola dalle mire cartaginesi (i cui nemici adesso erano i Romani), Ierone e il suo popolo si dedicarono ad accrescere i commerci con gli altri regni ellenistici; di fatti Roma non aveva tolto l'autonomia a Siracusa, lasciandole anzi il controllo su una larga fetta di Sicilia orientale (il cosiddetto Regno di Ierone II) e non esigendo da Ierone più alcun tributo: dal 248 a.C. in poi i Romani sancirono con lui una «perpetuam amicitiam». In questo clima si accrebbe anche il genio di Archimede («Il Previdente» o «Capo del pensiero»), che ponendosi al servizio del basileus, preaprò le difese della pentapoli in vista di futuri attacchi.
La pace e l'amicizia con i Romani non durarono come sperato: alla morte di Ierone, avvenuta nel 215 a.C., i Siracusani posero fine in maniera cruenta alla sua dinastia e mal sopportando il dominio che Roma aveva acquisito sulla loro terra, andarono a cercare nuovamente Cartagine, la quale si trovava in quei frangenti impegnata nella seconda guerra punica. Questa seconda unione tra Siracusa e Cartagine suscitò la rabbia di Roma verso la polis, che stavolta fu cinta da un assedio molto più deciso del precedente.

### L'epoca romana
Cartagine non rifiutò l'alleanza con Siracusa; Annibale, accettando (e promettendole niente meno che il dominio sull'intera Sicilia, in cambio di una partecipazione diretta nella guerra contro Roma), spedì alla ex-rivale due generali che la governassero momentaneamente: Ippocrate ed Epicide. La sua non fu una scelta casuale, i due fratelli avevano infatti origini siracusane (essendo il loro padre uno di quei soldati di Agatocle che aveva deciso tempo addietro di rimanere in Africa). Ciò avrebbe dovuto fare accettare anche ai Siracusani più restii la guida cartaginese.
Roma, intenzionata tramite la conquista a sottrarre Siracusa alle forze nemiche, spedì sotto le mura della pentapoli il console Marco Claudio Marcello, colui che aveva comandato le truppe superstiti della battaglia di Canne, le quali vennero rischierate per questo assedio.
Durante il lungo scontro, nel 212 a.C., irruppe una violenta pestilenza a sud della città, la quale decimò fino all'estremo l'esercito cartaginese mandato in soccorso da Annibale, privando in questo modo Siracusa dei rinforzi alleati. Pure i Romani si infettarono a causa del rapido contagio, ma il console Marcello, portandosi in una parte della polis già precedentemente abbandonata dagli abitanti, trovò rifugio all'interno della case e riuscì quindi a salvare il suo esercito.

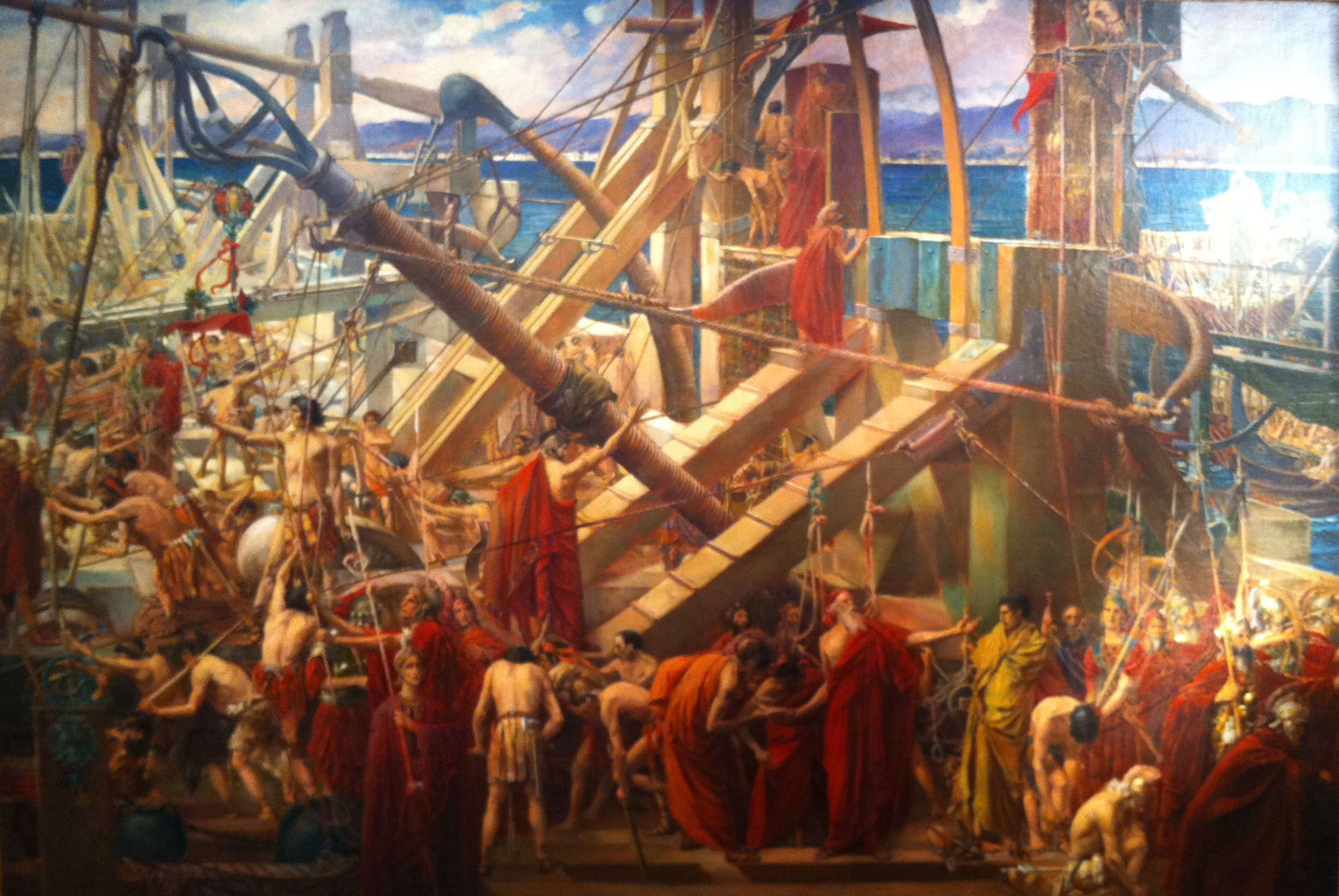
Archimede dirige dalle mura la difesa di Siracusa (dipinto di Thomas Ralph Spence, XIX secolo)

L'assalto alle mura continuò e a dirigere la difesa di Siracusa rimase Archimede: lo scienziato schierò tutta una serie di macchine belliche, creando un tale sgomento tra i Romani che questi, terrorizzati, come scrisse Plutarco, affermarono: «non sembrava di combattere contro gli uomini ma di fare la guerra agli dei».
Infine la pentapoli capitolò per tradimento: un mercenario spagnolo di nome Merico, comandante di milizie («Ispanus dux»), si accordò in segreto con Marcello: essendo egli assegnato alla difesa della fonte Aretusa, fece in modo che le porte dell'isola di Ortigia poste sotto la sua cura si spalancassero all'alba per fare entrare i soldati di Roma, i quali, causa sorpresa, soggiogarono facilmente i difensori. L'ultima città-quartiere a cadere fu l'Acradina. Da tempo era però già andata perduta il resto della polis, essendo il console romano riuscito a entrare dapprima all'Esapilo, Tiche. Archimede venne ucciso dai Romani: secondo alcuni per errore, secondo altri perché fu colui che impedì la presa di Siracusa per oltre due anni.
Marcello evitò che i soldati dessero fuoco alla città e garantì l'incolumità fisica dei Siracusani, ma gli oggetti più mirabili della capitale siceliota vennero inesorabilmente condotti a Roma. La spoliazione di tutte le ricchezze della pentapoli fu portata a termine con determinazione. Davvero ingente, stando alle parole di Tito Livio, il bottino fatto al suo interno: esso fu equiparato a quello che si sarebbe trovato a Cartagine se la capitale fenicia fosse capitolata in quel momento.
Sul finire del secondo conflitto punico (tra il 210 a.C. e il 200 a.C.) a Siracusa fu sottratta l'indipendenza: stilando una sorta di classifica delle città siciliane più o meno libere e amiche dei Romani, la pentapoli fu posta in fondo, essendo stata conquistata con atto di guerra, il che significò per i Siracusani la perdita totale di ogni facoltà decisionale; divenuta proprietà dell'urbs, essa, nel diritto romano, veniva detta civita censoria. Ciononostante fu eletta sede del pretore, capitale della Sicilia romana, isola che in quanto prima provincia dei Romani fu anche la prima terra a dimostrare loro «quale nobile compito fosse dominare su popoli stranieri».

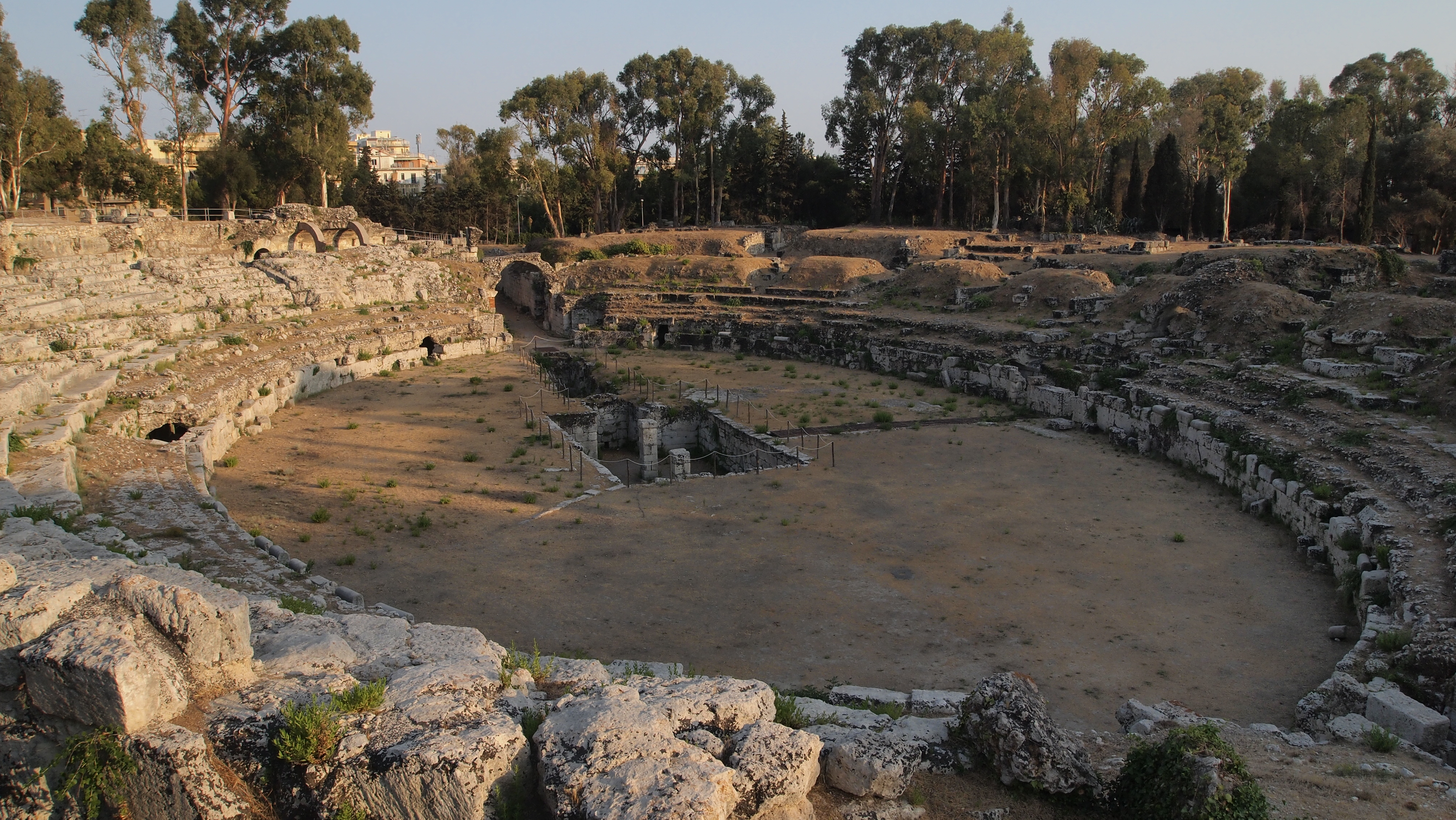
Resti dell'anfiteatro romano di Siracusa

Siracusa segnò una svolta importante nella storia dei Romani: mentre questi decisero che Cartagine doveva essere distrutta in maniera definitiva (celebre la frase che Marco Porcio Catone ripeté come un mantra, «Carthago delenda est», fino a quando la secolare rivale dei Siracusani - nonché, negli ultimi tempi, alleata -, con la terza guerra punica venne effettivamente rasa al suolo), attuarono diversamente con la capitale siciliana: fu presa ad esempio per dimostrare al mondo che Roma non era solo capace di barbarie; Siracusa era stata risparmiata dalla distruzione; la sua cultura sopravvisse, le sue statue abbellirono l'urbe e fecero sbocciare, prime fra tutte, quell'amore che in seguito Roma avrebbe palesato per la cultura greca, conquistando l'Ellade ma adottandone gli usi e i costumi, così come la religione.
Negli anni a venire Siracusa seguì le sorti prima della Repubblica romana e poi dell'Impero romano: nel 75 a.C. vi soggiornò Cicerone, per processore il pretore Verre, accusato di aver derubato i siciliani delle poche ricchezze che erano rimaste loro; fu in quell'occasione che il noto oratore affermò di aver trovato la tomba di Archimede, del quale, disse, i Siracusani non ne avevano quasi più memoria.
Schieratasi molto probabilmente dal lato di Sesto Pompeo durante la guerra civile romana del 49 a.C., fu per questo seriamente punita dall'imperatore Augusto, il quale, per tentare poi di risollevarla, la fece popolare nel 21 a.C. con una colonia romana, determinando così la diffusione della lingua latina al suo interno (sebbene la lingua greca continuasse a prevalere).

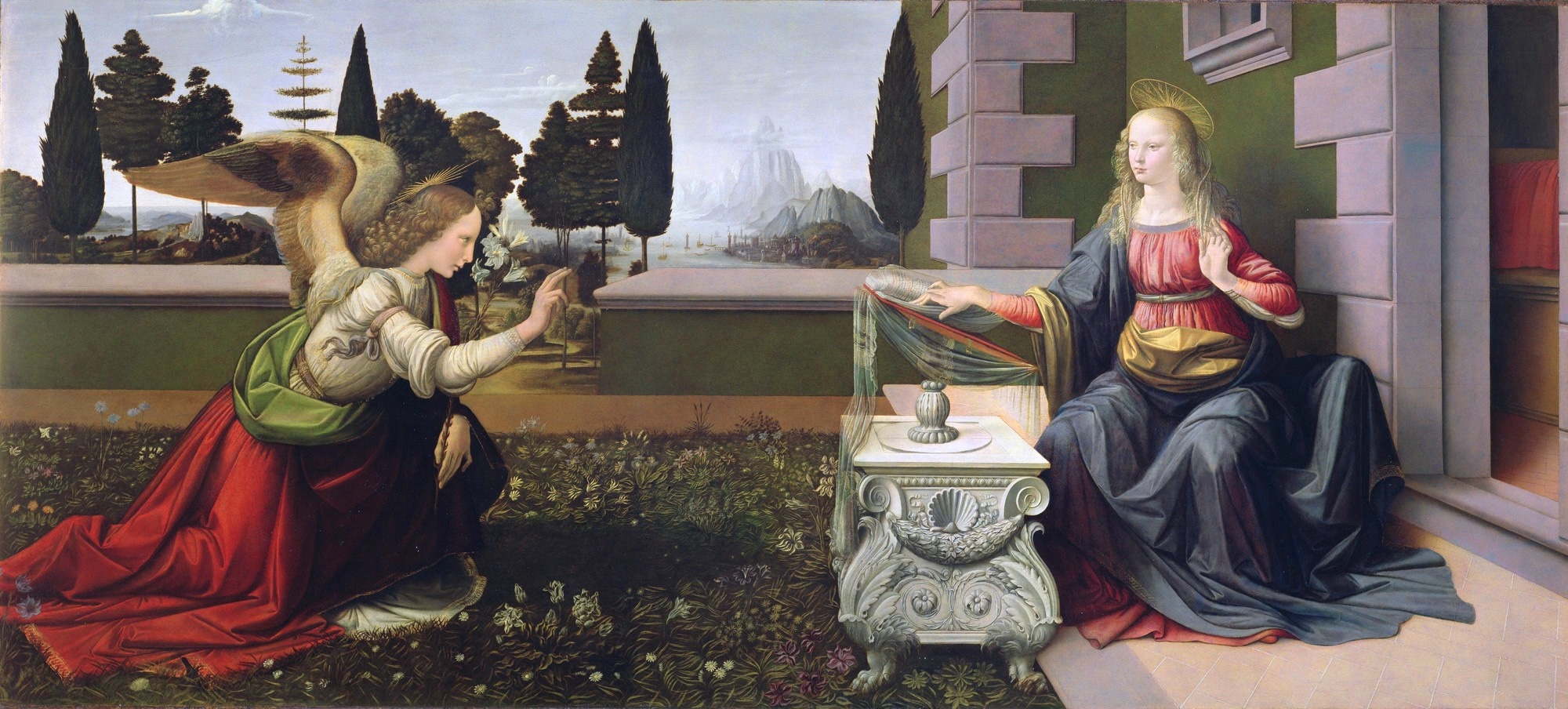
L'annunciazione, uno dei momenti più importanti del Cristianesimo: l'arcangelo Gabriele annuncia alla Vergine Maria la futura nascita di Cristo (dipinto di Leonardo Da Vinci, XIV secolo)

Durante l'impero di Tiberio, il quale fece portare via da Siracusa la colossale e arcaica statua bronzea dell'Apollo Temenite (la qual cosa non avevano osato fare né Verre né Marcello), si verificò uno sconvolgimento religioso destinato a segnare nel profondo il prosieguo della storia romana e delle sue province: nella parte orientale dell'Impero, nel Vicino Oriente, nell'anno 33 fu crocifisso Gesù di Nazareth; egli disse di essere il figlio di Dio, la reincarnazione dello Spirito Santo (il messia della religione ebraica). Ciò comportò la nascita del Cristianesimo.
Discepoli di Gesù (Yĕhošūa) cominciarono a portare la sua parola (il logos) fino alla parte occidentale dell'Impero e qui giunse anzitutto, secondo la tradizione, a Siracusa: nell'anno 39 o 40 Pietro, uno dei 12 apostoli, da Antiochia di Siria (sempre secondo la tradizione la chiesa siriaca, o antiochena, è quella da dove partirono le missioni d'evangelizzazione più antiche) spedì Marciano, d'origini ebraiche, a Siracusa, nominandolo primo vescovo della futura chiesa aretusea (tuttavia è bene specificare che le prime fonti scritte riguardo la sua venuta sono relativamente tarde, essendo del VII secolo).

Lucia da Siracusa difende le sue ragioni cristiane dinanzi al pretore romano (dipinto di Lorenzo Lotto, XV secolo)

Poiché Pietro si trovava ancora ad Antiochia, Marciano, essendo già in Sicilia, è spesso appellato, se pur non in maniera ufficiale (e presumibilmente in contrasto con la tradizione che affermerà in seguito la venuta dello stesso Pietro a Roma, nei medesimi anni, intorno al 42), come il primo vescovo dell'Occidente.
Gli Atti degli apostoli (Nuovo Testamento) affermano che qui giunse nell'anno 61 l'apostolo Paolo di Tarso, al seguito dei Romani: approdò da Malta e sostò a Siracusa per 3 giorni, durante i quali si suppone abbia predicato le parole di Cristo.
Nei secoli che seguirono l'evento, nell'Impero romano si scatenò una guerra religiosa tra le prime comunità cristiane e il più antico credo greco-romano, appellato adesso come paganesimo: i cristiani di Siracusa trovarono rifugio nelle catacombe del sottosuolo (tra le più vaste al mondo, forse seconde solo a quelle di Roma). Precocemente, già con Nerone, si ebbero in terra aretusea i primi martiri della nuova religione (fu Nerone che diede l'avvio alle persecuzioni cristiane), ma fu sotto Diocleziano, sul finire del III secolo, che si verificò il culmine di questo scontro (grande persecuzione): il 13 dicembre del 304 avvenne il martirio di santa Lucia (futura patrona della città).
A seguito della diaspora ebraica d'epoca romana, causata dalle guerre giudaiche, a Siracusa si stabilì una numerosa colonia di cittadini ebrei: essi sono stati i costruttori dei miqwè di Siracusa.

### L'epoca germanica
Le invasioni barbariche portarono infine alla caduta dell'Impero romano d'Occidente nel IV secolo; Siracusa fu una delle prime città imperiali a sperimentare l'impeto di queste invasioni: già nel 278/280, sotto l'imperatore Marco Aurelio Probo, essa venne attaccata e saccheggiata dal popolo dei Franchi, giunto dal mar Nero (ciò fu una diretta conseguenza delle lotte di Marco Aurelio Probo contro i Germani, poiché attaccandoli, aveva trasferito un gran numero di essi dal mare del Nord al mar Nero, antico Póntos Éuxeinos, non aspettandosi, tuttavia, che costoro da qui attaccassero a loro volta i siciliani). Con l’arrivo del popolo germanico dei Vandali, che iniziarono la conquista della Sicilia intorno nel 440 d.c., la città entro a far parte del regno germanico dei Vandali con capitale Cartagine. Successivamente entro a far parte del regno dei goti che precedentemente avevano conquistato l’Italia peninsulare.

### L'epoca bizantina
Dopo essere entrata a far parte dei domini di Odoacre e dei Goti, Siracusa divenne parte dell'Impero romano d'Oriente, meglio noto con il nome di Impero bizantino: conquistata nel 535 dal generale Belisario, nel nome dell'imperatore Giustiniano I, essa tornava sotto l'influenza dei Greci e, dato il suo passato fortemente ellenico, significava anche un ritorno a quel ruolo egemone datole dalla posizione geopolitica che occupava, fungendo da ponte tra l'Occidente e l'Oriente mediterraneo. In tale contesto, nei primi decenni delle nuove guerre arabo-bizantine, nel 663 l'imperatore Costante II decise di trasferire la capitale dell'Impero da Costantinopoli (antica Bisanzio) a Siracusa.
Sui motivi che spinsero a una tale decisione rimane a tutt'oggi un alone di mistero: pare che egli da qui volesse riconquistare i perduti domini occidentali o, più probabilmente, Siracusa era la base da dove prepararsi per affrontare gli Arabi, i quali, a partire dal profeta Maometto, il fondatore dell'Islam, avevano conquistato molte terre, giungendo dalla Siria a Tripoli, in Libia. Si trattava quindi di una lotta per il dominio sull'intero Mediterraneo.

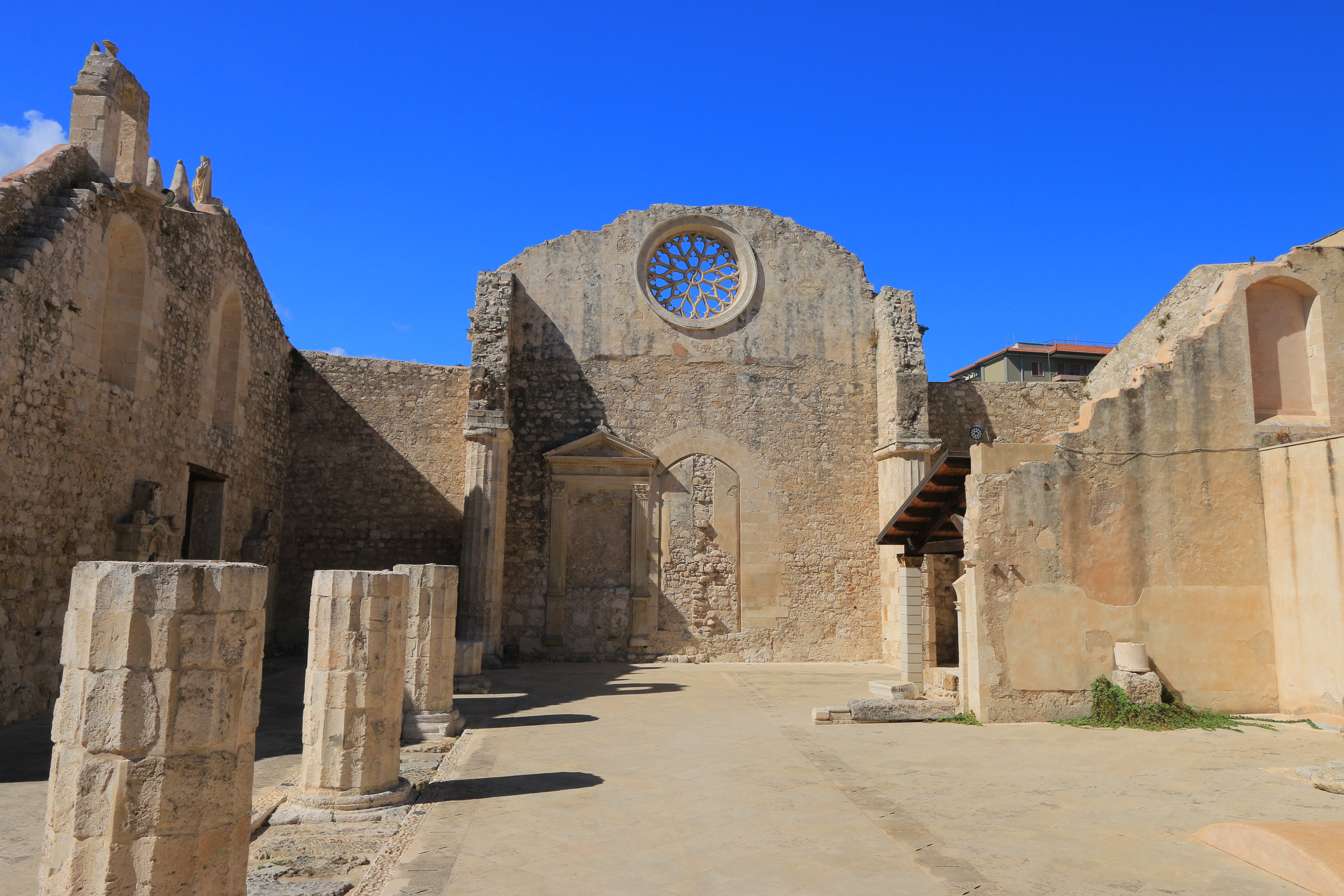
Resti dell'interno della chiesa di San Giovanni alle catacombe: una delle più antiche di Siracusa, risalente all'epoca bizantina, fu distrutta posteriormente da un violento terremoto ma nell'VIII secolo fu teatro delle lotte tra arabi e greci: in essa pose l'accampamento il comandante Giafar ibn Muhammad durante l'assedio dell'878

Quale che fosse la ragione, lo spostamento del potere centrale in terra di Sicilia non ottenne il favore di Costantinopoli: la città del Bosforo dapprima rifiutò la partenza della famiglia imperiale per il ricongiungimento con Costante II e quando questi fu ucciso da Mecezio - nominatosi o nominato imperatore - nel 669 spedì i suoi eserciti all'interno di Siracusa, facendo fluire in essa soldati giunti da varie parti dell'Impero. Costantino IV, legittimo erede al trono, venne a riprendersi la corona e a ristabilire la sede imperiale a Nuova Roma.
Mentre si accresceva sempre più il potere arabo intorno ad essa, Siracusa fu coinvolta nell'VIII secolo nei dissidi religiosi che sorsero tra la chiesa d'Occidente e quella d'Oriente: sul nascere della divisione della chiesa tra cattolica e ortodossa, evento detto Grande Scisma (la cui prima scintilla è attribuita al vescovo siracusano Gregorio Asbesta, poiché la notte di Natale, il 25 dicembre dell'858, consacrò patriarca Fozio I di Costantinopoli, il che avrebbe portato alle successive scomuniche tra papa e patriarca), furono sottratte al Sommo pontefice tutte le chiese siciliane e poste sotto l'autorità del patriarcato di Costantinopoli. In seguito a ciò papa Niccolò I rivendicò la nomina del vescovo di Siracusa, rivolgendosi al basileus Michele III, affinché venisse rispettata e non tradita, disse, la tradizione istituita dagli apostoli.
Michele non ottemperò alla richiesta romana, ma pare che in questo periodo il vescovo aretuseo si dicesse autocefalo, ovvero: non riconosceva alcuna autorità ecclesiale al di sopra del proprio ministero, dunque né papato né patriarcato.
Con un pretesto - approfittando delle lotte interne in atto tra i siciliani e Costantinopoli - gli Arabi diedero l'avvio alla conquista islamica della Sicilia: Eufemio da Messina, usurpando il potere imperiale in Sicilia, cercò degli alleati per la propria causa; chiamò sull'isola gli Arabi. Dopo un'iniziale collaborazione, i musulmani presero il sopravvento su Eufemio.

### L'epoca araba
La conquista araba partì nell'827, ma già nei secoli precedenti erano incominciati gli scontri; tra questi, il più grave per Siracusa risaliva al 669 (dato l'anno, alcuni studiosi ne hanno attribuito a Mecezio, pur senza averne la certezza, la responsabilità): con 200 navi il siriaco Abdallah ibn Qais (ʿAbd-Allāh-ibn-Kais), militare del califfato omayyade - con sede a Damasco, Siria, dove nel 662 erano stati condotti i primi prigionieri siciliani -, giungendo da Alessandria d'Egitto attaccò la capitale siciliana, riuscendo a saccheggiarla; la lasciò dopo un mese.
Una svolta importante era avvenuta un anno prima di quell'attacco, nel 668: Musa ibn Nusayr, governatore di al-Andalus (la Spagna islamica) e di Ifriqiya, si impossessò della Tunisia, avendo così accesso a quella navigazione diretta sulla Sicilia che un tempo appartenne a Cartagine (la cui rinnovata esistenza fu stroncata definitivamente dal califfato siriaco in quello stesso 668). Da allora le incursioni sull'isola si fecero più frequenti.

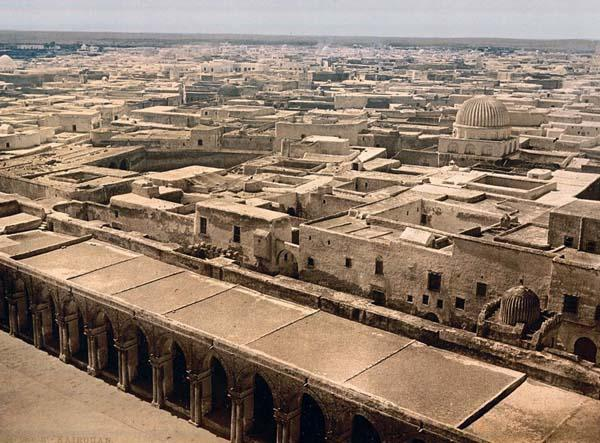
al-Qayrawan, in Tunisia, fu la capitale del califfato abbaside degli Aghlabidi; i conquistatori di Sicilia (lì inoltre furono spediti i prigionieri siracusani dopo l'878)

Musa ibn Nusayr indì nel 704 (corrispondente all'anno 85 del calendario islamico) un nuovo tipo di guerra sul mar Mediterraneo; una «guerra sacra» e attaccò la Sicilia occidentale (probabilmente l'influente Lilibeo); nel 705 (anno 86 islamico) diede l'ordine di attaccare Siracusa, la quale subì un nuovo saccheggio. Nel 740 Siracusa divenne tributaria degli Arabi (fu necessario versare un tributo di denari affinché togliessero l'assedio impostole).
Con queste continue tensioni si arrivò allo sbarco di Mazara dell'827: il generale mesopotamico Asad ibn al-Furat combatteva in nome dell'emirato degli Aghlabidi; dinastia resasi autonoma in Africa ma pur sempre parte del califfato degli Abbasidi (mesopotamici, parenti di Maometto). Asad, dopo aver conquistato Lilibeo e averle mutato il nome in Marsala, si diresse in maniera diretta verso la parte orientale dell'isola, con l'intenzione di espugnare Siracusa.
In questo primo assedio gli attaccanti non disponevano di molti uomini; la madrepatria avrebbe dovuto inviare rinforzi. Tuttavia nemmeno Siracusa disponeva di molte difese: Costantinopoli non poteva soccorrerla, dato che era impegnata a fronteggiare l'invasione dell'Impero sul versante greco, ma inviò dei suoi alleati: soldati della Repubblica di Venezia (sotto il comando del doge Giustiniano Partecipazio); aiutarono i Siracusani a resistere. Ciò che invece decise le sorti del duraturo assedio fu una violenta epidemia scoppiata nel campo arabo, la quale nell'828 tolse la vita al comandante Asad.
Indeboliti, gli Arabi furono sopraffatti dal sopraggiungere di altri soccorsi italiani: le navi di Bonifacio II di Toscana, attaccando i loro domini in Tunisia, riuscirono a distrarre il califfato da questo assedio. Liberata Siracusa, gli Arabi si trincerarono a Mineo (sul versante catanese dei monti Iblei), ma poco tempo dopo un'altra epidemia - o la medesima, ancora latente - li decimò, costringendoli ad abbandonare i piani di conquista rivolti alla Sicilia orientale.

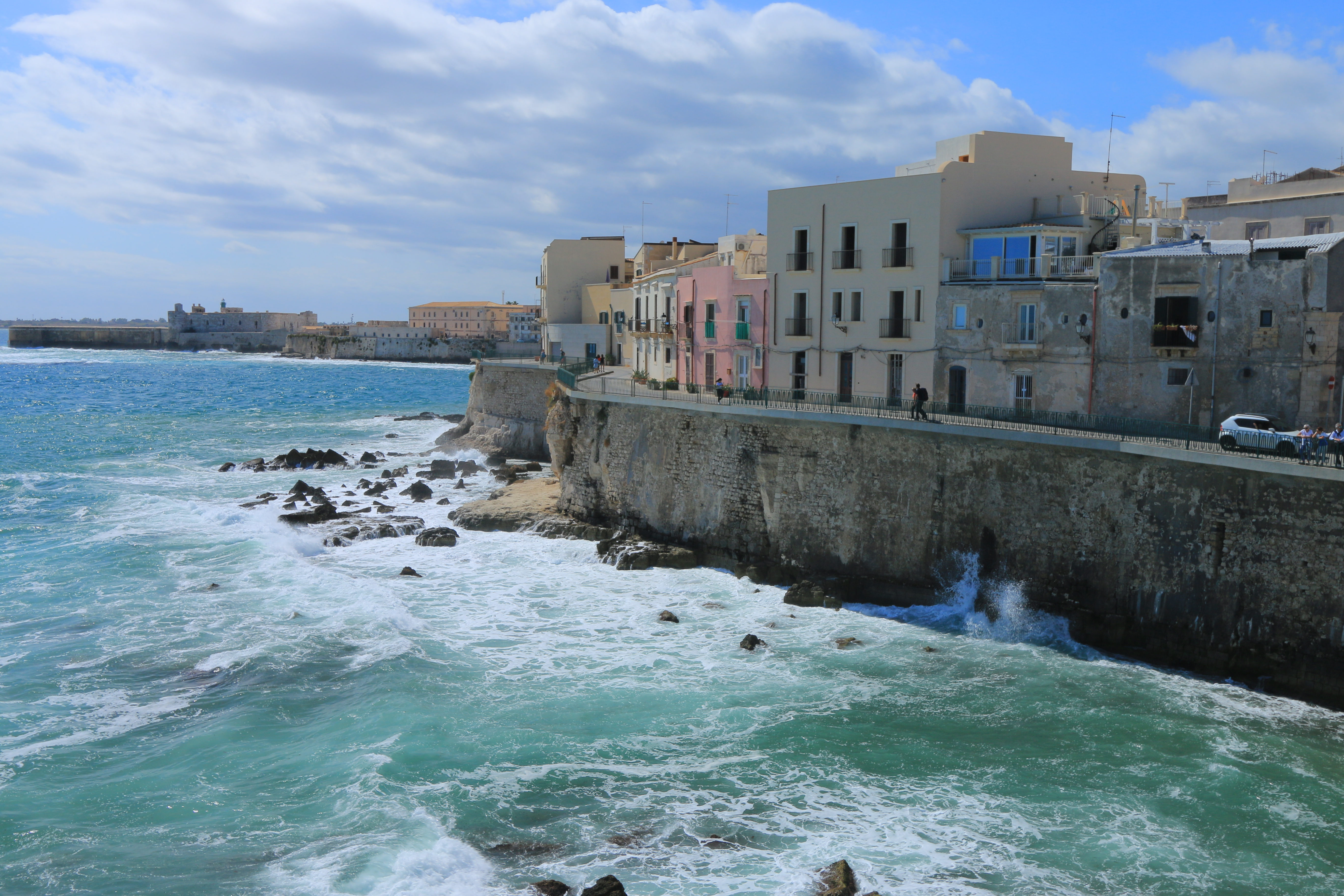
L'isola di Ortigia (lato di Levante): dopo la presa araba e fino alle soglie dell'epoca contemporanea sarebbe rimasta la sola parte abitata di una Siracusa altrimenti del tutto abbandonata

Passò un cinquantennio prima che gli Arabi tornassero a rivolgere le proprie attenzioni alla capitale siciliana (nel frattempo avevano però conquistato quasi l'intera isola): nell'878 posero nuovamente l'assedio su Siracusa, comandato dal governatore di Palermo, Giafar ibn Muhammad (ma organizzato dall'emirato aghlabide a Tunisi, dalle cui spiagge fu spedita l'armata che avrebbe impedito l'accesso al mare per Siracusa).
L'assedio durò 9 mesi, durante i quali la popolazione, con il porto bloccato e nessuna via di terra perseguibile, venne ridotta alla fame all'interno delle mura. Stavolta non sopraggiunsero aiuti dall'esterno, ciononostante, non una resa per fame ma solamente il crollo delle mura, giorno e notte bersagliate, segnò la fine dell'accanita resistenza.
L'antica città cadde mercoledì 21 maggio 878 («vigesima prima Maii mensis die Mercurii civitas adversariis tradita est»), data l'estrema caparbietà incontrata per prenderla (pur di non farli entrare, dopo la prima breccia alle mura, si arrivò alla lotta a mani nude, corpo a corpo, e si andò avanti così negli ultimi venti giorni dell'assedio), non le fu risparmiata la strage: gli Arabi trucidarono indistintamente circa 5.000 cittadini, il resto della popolazione venne incarcerata; il presidio militare subì il supplizio del linciaggio e in seguito le vittime vennero immolate fuori le mura. Il cronista mesopotamico Ali Ibn al-Athir commentò l'eccidio di Siracusa sottolineando che «pochi, pochissimi camparono».
Ali Ibn al-Athir afferma che i combattenti se ne andarono all'inizio del mese islamico di dsulka'd (agosto) e che il saccheggio durò quindi 60 giorni. Il bottino predato al suo interno fu il più ingente fatto dagli Arabi tra le città cristiane («non essersi mai fatta sì ricca preda in altra metropoli di Cristianità»).
Dopo il primo mese di incendi e distruzione, parte degli abitanti, ridotti in schiavitù, furono portati via e condotti nelle carceri di Palermo, mentre altri vennero fatti giungere nella capitale aghlabide, in al-Qayrawan. Sebbene lo storico Michele Amari dai suoi studi deduca che a Siracusa non rimanesse altro che «un labirinto di rovine, senz'anima vivente», non è concorde con lui su questo punto l'autore degli Annali musulmani, Giovanni Battista Rampoldi, il quale sostiene che nell'anno 886 furono riscattati circa 4.000 Siracusani che per anni erano stati rinchiusi nelle carceri della loro stessa città (e che altrettanti ne vennero riscattati a al-Qayrawan). Amari ritiene inoltre la cifra dei riscattati troppo alta (8.000 in tutto), date le parole del cronista mesopotamico, secondo il quale i superstiti furono pochissimi.
La Cronaca araba di Cambridge afferma invece che nell'anno 263 (corrispondente all'885), giunse a Palermo uno sconosciuto (sulla sua identità o su che cosa egli rappresentasse non si è tuttavia trovato un accordo tra gli studiosi) che riscattò i prigionieri di Siracusa, senza specificare quanti fossero, e diede loro la libertà o li condusse con sé (a seconda delle interpretazioni del testo originale).
Nonostante facesse ormai pienamente parte dell'Impero islamico, Costantinopoli non accettò mai la formale scomparsa della chiesa siracusana, continuando ad annoverarla tra le sedi cristiane dell'Impero romano d'Oriente.

## Epoca medievale

Possedimenti in Italia meridionale e in Africa 1154

### Dall'arrivo dei Normanni agli aragonesi
Ben presto agli Aghlabidi subentrarono i Fatimidi, il cui califfato controllava la Sicilia dall'Egitto, pur lasciandole formalmente una certa autonomia, tramite i Kalbiti (i quali costituirono l'emirato di Sicilia alle soglie del secondo millennio). Costoro sull'isola non regnarono in armonia e le lotte interne incentivarono i bizantini a tentare la riconquista: nel 1040 lo strategos Giorgio Maniace riuscì a strappare una prima volta Siracusa agli Arabi, ma la discordia che si venne a formare nel suo esercito rese vana la conquista e la città aretusea tornò sotto il controllo degli emiri.
L'esercito di Maniace era composto in larga parte da Vichinghi, provenienti sia dalla Normandia sia dalla Scandinavia. La fazione normanna maturò l'idea di staccarsi dai Greci di Costantinopoli e di conquistare in solitaria la Sicilia; l'occasione venne offerta loro dall'emiro di Siracusa: il qāʾid aretuseo Ibn al-Thumna, il quale, postosi a capo dell'emirato siciliano, strinse nel 1061 un'alleanza in chiave anti-araba con i Normanni. Proprio com'era accaduto con gli Arabi, anche questa volta Siracusa fu tra le ultimissime città a cedere al nuovo dominio: nel maggio del 1086 l'ultimo emiro di Sicilia, Benavert (il cui nome arabo era Ibn ‘Abbād), combatté una battaglia navale notturna nel porto Grande contro l'armata normanna di Ruggero I di Sicilia; fu da questi sconfitto. Nell'ottobre dello stesso anno, dopo cinque mesi di assedio, la città si arrese.
Il poeta siracusano Ibn Hamdis dedicò i seguenti versi alla caduta finale della Sicilia, e di Siracusa, in mano normanna:
Ibn Hamdis in altri suoi versi è ancor più polemico con il ritorno alla cristianità della Sicilia, accusando i Normanni di aver cancellato le moschee; a Siracusa, nello specifico, l'ultima moschea a resistere fu l'Apollonion (l'antico tempio ortigiano del dio Apollo; tutt'oggi delle sopravvissute scritte arabe sulle sue mura greche ricordano quel periodo).
L'area siracusana - che in epoca araba prese il nome di Val di Noto - era stata fortemente arabizzata, ciò comportò, con la fine del dominio dell'emirato, azioni drastiche, qui più che altrove, da parte dei nuovi sovrani, nel tentativo di farla tornare, per quanto fosse possibile, allo stato pre-conquista islamica.

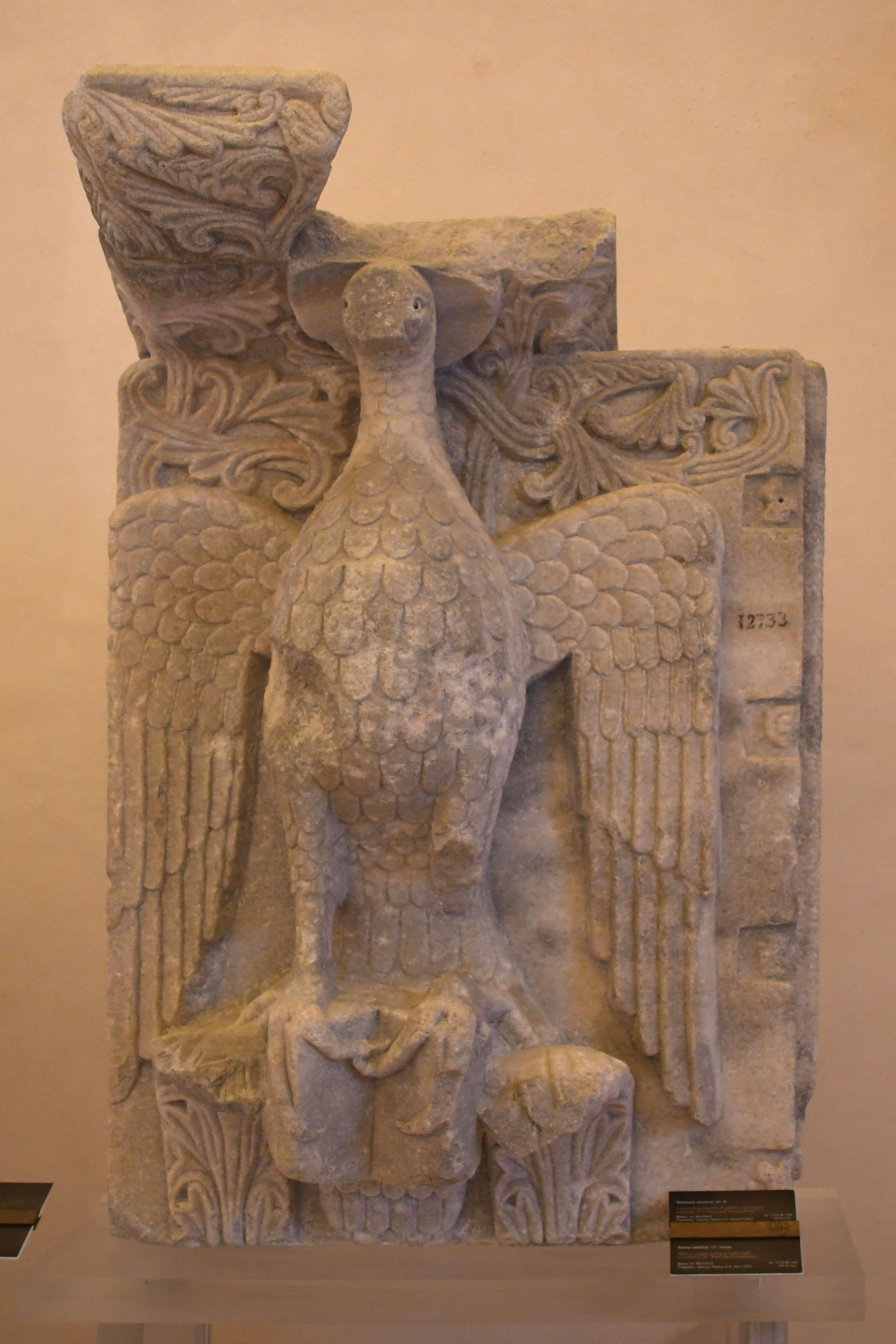
I resti di un pulpito di fabbricazione normanna, proveniente dalla chiesa di San Giovanni alle catacombe, raffigurante l'aquila, simbolo di San Giovanni Evangelista (museo di palazzo Bellomo, XI secolo)

Nel 1127 Siracusa subì per l'ultima volta una violenta offensiva degli Arabi: come rappresaglia nei confronti di Ruggero II, che stava conquistando i confinanti territori africani, essi invasero il porto e assaltarono le mura; parte della popolazione ebbe il tempo di rifugiarsi tra i monti Iblei, un'altra parte invece venne trucidata, la città fu data nuovamente alle fiamme e predata. Gli storici attribuiscono a quest'ultimo assedio la decisione normanna di stringere alleanza con i papi e partecipare ufficialmente alle crociate.

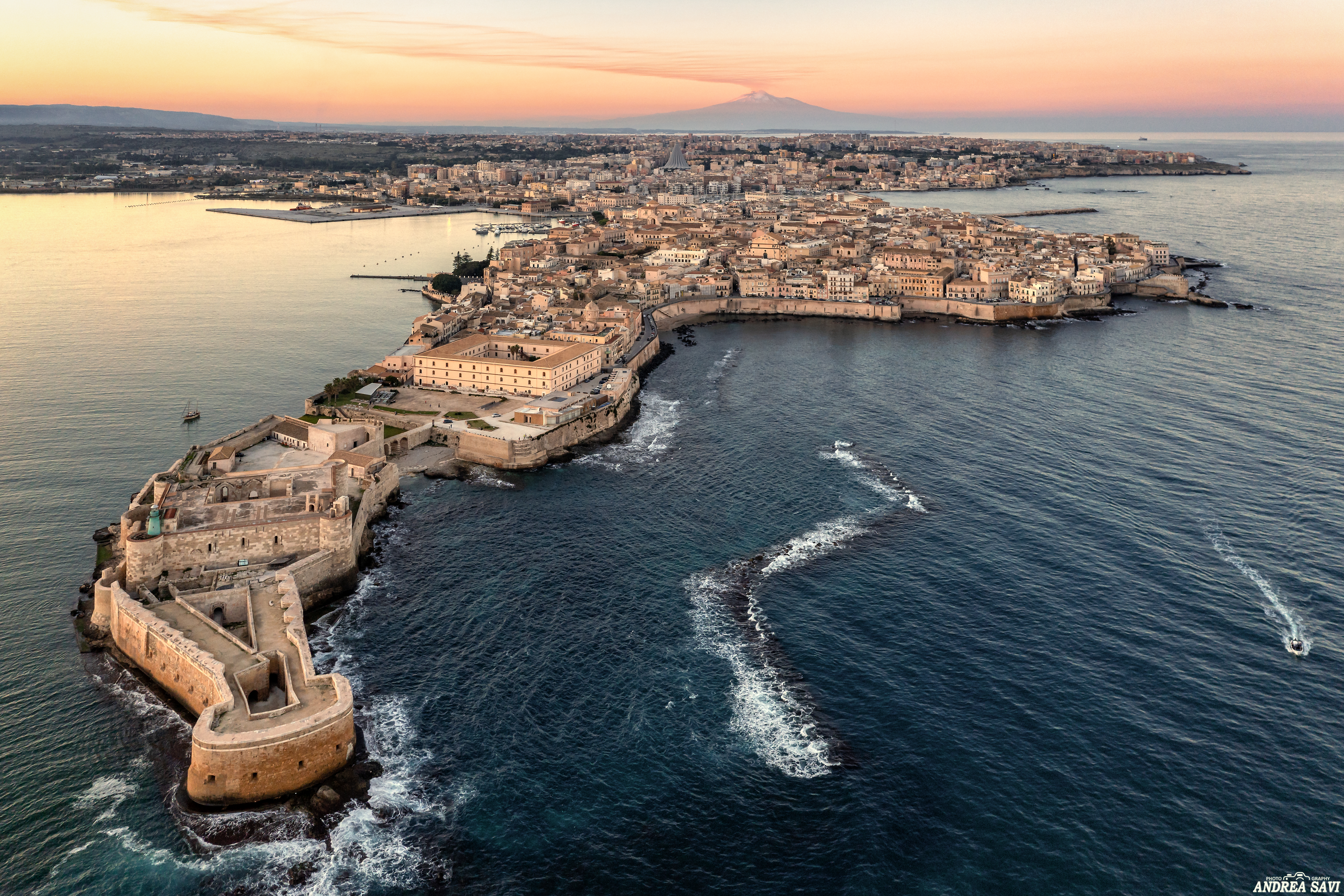
L'isola di Ortigia vista dalla punta di Castello Maniace, opera d'epoca sveva (sullo sfondo gli Iblei e il monte Etna)

Divenuta caposaldo normanno per la cristianizzazione dell'isola, il suo arcivescovo nel 1198 (la chiesa siracusana era stata restaurata dai Normanni nell'anno 1093) fu nominato da papa Innocenzo III «primo commissario della crociata»; egli aveva il compito di raccogliere il denaro dei siciliani per le battaglie che si stavano svolgendo nel Vicino Oriente.
Dopo un breve periodo nel quale essa fu una Contea governata da un proprio conte, all'interno della Contea di Sicilia, si ritrovò al centro di una contesa territoriale tra i tedeschi degli Hohenstaufen  - la casa imperiale Sveva alla quale apparteneva Federico I Barbarossa, imperatore dei Romani, che vantava dei diritti dinastici sull'isola - e le Repubbliche marinare di Genova e di Pisa.
I toscani si trovavano già a Siracusa quando si presentarono i liguri affermando di avere il diritto feudale di entrare in possesso della città aretusea, poiché era stata promessa loro dall'imperatore germanico (in cambio Genova aveva aiutato gli Hohenstaufen a giungere in Sicilia). I pisani tuttavia non cedettero facilmente, battagliando per non far cadere i siracusani sotto il dominio ligure o tedesco.
Gli studiosi notano che la popolazione, non comparendo al fianco di nessuna di queste fazioni ma osservando passivamente gli eventi, doveva trovarsi in condizioni assai misere. Infine Genova ebbe la meglio su Pisa, e nonostante gli Hohenstaufen non volessero mantenere la promessa fattale, Siracusa fu ugualmente per quindici anni governata dai genovesi come un feudo. Entrò però a far parte del Regno di Sicilia quando il nipote di Barbarossa, Federico II di Hohenstaufen venne a reclamarla nel 1221 (ciò fu motivo di astio tra genovesi e tedeschi).
Nell'anno 1232 Federico II cominciò l'edificazione del castello Maniace e fondò sul confine nord la città di Augusta (la quale avrebbe avuto un ruolo geopolitico molto importante nel prosieguo della storia siracusana, poiché colmò quel vuoto territoriale lasciato dalle rovine di Megara Iblea). Nel 1234 diede alla città aretusea l'epiteto di «urbs fidelissima» (città fedelissima), che contraddistinguerà la seduta dei suoi rappresentanti al parlamento siciliano anche in epoca moderna.
L'unione della corona tedesca del Sacro Romano Impero con quella di Sicilia non era ben vista, fu per tale motivo che quando Federico II invece le unificò su un unico capo - quello di suo figlio Corrado IV di Hohenstaufen - scoppiò una lotta di successione: nel 1263 papa Urbano IV, d'origini francesi, offrì la corona siciliana a Carlo I d'Angiò, fratello del re di Francia Luigi IX, nonostante il legittimo re del Regno fosse in quel momento Manfredi di Hohenstaufen. Carlo I d'Angiò vinse. Con la rivolta palermitana contro i francesi, nota come Vespri siciliani (1282), l'isola passò sotto l'influenza degli spagnoli, tramite la dinastia aragonese. Si susseguirono 90 anni di guerre, conclusesi nel 1372 (dette le guerre del Vespro) tra francesi e aragonesi che portarono alla fine alla separazione politica dell'isola dal resto della penisola: i francesi avrebbero mantenuto il titolo di re di Sicilia per ciò che riguardava l'Italia del Sud (Regno di Napoli), mentre gli aragonesi si sarebbero detti da quel momento in poi sovrani del Regno di Trinacria.
A seguito dell'istituzione della Camera reginale (con sede all'interno del castello Maniace) da parte di Federico d'Aragona, in dono alla regina consorte Eleonora d'Angiò nel 1302, si verificò per Siracusa un periodo di ripresa e vivacità (in verità incominciato già con Federico II di Hohenstaufen), poiché la Camera - governata solamente dalle regine siciliane - le consentiva parecchia autonomia, rendendola indipendente dalle dinamiche sociali del resto dell'isola: essa è stata definita dagli storici come uno Stato all'interno di un altro Stato (la regina la governava ma al re spettava la sua fedeltà).

## Epoca moderna

### L'Impero spagnolo
L'ultima regina di Siracusa fu Germana de Foix (infante di Navarra, nipote del re di Francia Luigi XII), moglie di Ferdinando II d'Aragona; colui che unificò la corona di Sicilia a quella d'Aragona, segnando l'avvio del vicereame siciliano (l'isola sarebbe stata governata d'allora in poi non più dalla presenza fisica di un sovrano ma da un suo alto rappresentante). Quando il re spagnolo morì, salì al potere Carlo V d'Asburgo, costui era nipote di Germana e in quanto nuovo re di Sicilia aveva la facoltà d'abolire la secolare Camera siracusana; fece ciò nel 1536, su reiterate richieste dei siracusani, a loro volta spinti a richiederne l'abolizione dalle altre terre della Camera - specialmente da Lentini - non soddisfatte di quel regime politico.
Siracusa nel '500 divenne quindi una città demaniale e i suoi rappresentanti tornarono a far parte del parlamento siciliano: essa venne fin da subito reintegrata tra le principali città parlamentari dell'isola, ma perse molti dei suoi antichi privilegi.
Carlo V d'Asburgo segnò particolarmente l'epoca moderna della città aretusea: egli si adoperò affinché venisse fortificata grandemente, in modo da poter fronteggiare gli attacchi dell'Impero ottomano.
Le sue opere militari furono frequenti e rilevanti; la più importante di tutte fu la separazione fisica dell'isola di Ortigia dalla terraferma (riportandola in sostanza alla sua condizione originale, modificando quanto fatto anticamente dai Greci, i quali al loro arrivo l'avevano unita artificialmente alla Sicilia), cingendola di profondi e vasti fossati.
Carlo V, divenuto sovrano del vasto Impero spagnolo, nonché imperatore del Sacro Romano Impero germanico, fece di Siracusa (nelle cronache dell'epoca meglio nota come «Zaragoza de Sicilia», per distinguerla nell'idioma degli spagnoli dalla Zaragoza aragonese) il baluardo di difesa delle terre cristiane; egli la considerava la porta del suo reame dal lato di Levante, dominato adesso dai Turchi.

I domini dell'Impero spagnolo nel globo durante l'arco della sua esistenza; la Sicilia ne fece parte dal XV secolo al XVII secolo

Le opere di fortificazione per queste lunghe guerre ottomano-asburgiche richiesero tuttavia il sacrificio degli antichi monumenti greco-romani, spogliati delle loro colossali pietre quasi del tutto.
Nel 1529 i Cavalieri di Rodi (Ospitalieri di San Giovanni di Gerusalemme) giunsero a Siracusa con l'intenzione di restarvi (qui furono bene accolti): essi, che avevano perso l'isola dell'Egeo a seguito dell'assedio dei Turchi di Solimano il Magnifico, erano in cerca di una nuova sede per la Religione; la città d'Aretusa - per via della sua posizione geografica protesa verso l'Oriente - fu la loro scelta, ma Carlo V d'Asburgo non volle separarla dal resto dell'isola per darla ai giovanniti, li porse un diniego.
L'imperatore, tuttavia, in cambio di Siracusa concesse all'Ordine gerosolimitano il perpetuo infeudamento delle isole di Malta e di Gozo (fu quindi l'arcipelago maltese a essere così staccato definitivamente dal vicereame di Sicilia); essi presero allora il nome di Cavalieri di Malta.
Il XVI e il XVII secolo furono caratterizzati per gli abitanti della Sicilia orientale da una vasta serie di calamità naturali: terremoti, eruzioni vulcaniche, epidemie e carestie, le quali decimarono la popolazione. Tra questi eventi, i più funesti e significativi per i siracusani furono:
- L'epidemia di peste del 1500 e 1501, durante la quale morirono 10.000 cittadini aretusei[147]
- Nel 1522 e 1523 un'altra epidemia di peste, alla quale si aggiunsero una costante siccità e carestia, al punto tale che i suoi abitanti attesero, invano, la fine del mondo[148]
- Il terremoto del Val di Noto del 1542 rischiò di sommergere la città-fortezza[149] e ne bloccò per lungo tempo la crescita demografica[150]
- La violenta alluvione del 1558 che fece straripare i fiumi degli Iblei, inondando e distruggendo tutti i mulini di Siracusa, ciò diede l'avvio a una secolare contesa per l'acqua e la farina con i signori feudali di Sortino, possessori delle acque iblee di Pantalica[151],
- Nel 1646 una grave carestia colpì la città, la quale nel mese di maggio si recò in processione invocando l'intervento divino di Santa Lucia, fu in tale occasione che si formò il credo del miracolo della Santa che fece giungere navi cariche di grano[152][153]
- Preceduta dalla più violenta eruzione storica dell'Etna del 1669, una tragica penuria di cibo nel 1672 sterminò 9.000 cittadini di Siracusa; il '72 venne ricordato nelle cronache aretusee come la «malannata grande», il grande cattivo anno[154]
- Il terremoto del Val di Noto del 1693 rase al suolo molti paesi del Val di Noto, la città patì onde di maremoto ed ebbe circa 5.000 vittime,[155] ciononostante per essa risultò più distruttivo il sisma del 1542; ma fu l'evento del 1693 che segnò la rinascita architettonica dell'area tramite la ricostruzione in stile barocco siciliano

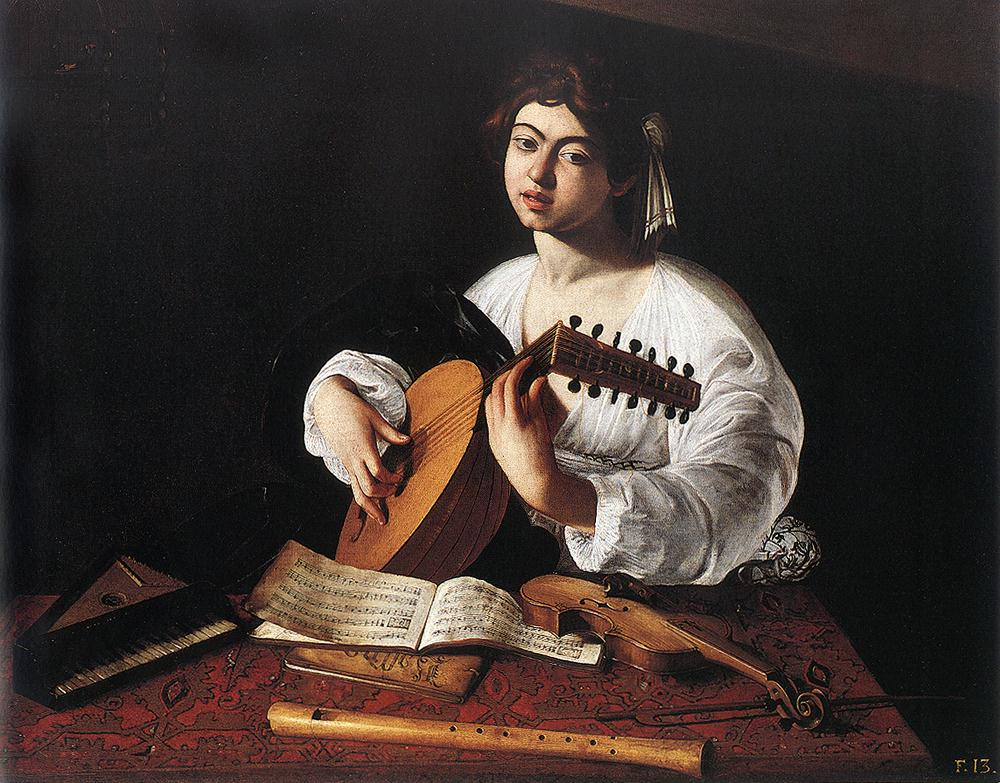
Dipinto di Caravaggio: Suonatore di liuto; il modello è il siracusano Mario Minniti, il quale diede rifugio al pittore milanese quando questi approdò in Sicilia nel 1608, fuggendo dai Cavalieri di Malta

Nel 1608 soggiornò in città il pittore Caravaggio; egli vi giunse fuggiasco, in conflitto con i Cavalieri di Malta, venne a rifugiarsi dal siracusano Mario Minniti, suo confidente e suo modello in molti dipinti (a sua volta prolifico pittore). Durante la sua permanenza, guidato da Vincenzo Mirabella, dotto cittadino, diede il nome alla latomia più famosa di Siracusa: l'Orecchio di Dionisio. Inoltre gli fu commissionata dal Senato siracusano un'opera d'arte sacra per la città; egli realizzò il dipinto intitolato Seppellimento di santa Lucia. Lasciò Siracusa dopo un anno, nel 1609.
Dal 1674 al 1678 Siracusa e l'area degli Iblei furono coinvolte nella guerra d'Olanda, disputata tra Francia, Spagna e Paesi Bassi: Messina, che contendeva il titolo di capitale a Palermo, si ribellò al giovane sovrano Carlo II di Spagna e si alleò con i soldati del re Sole Luigi XIV di Francia, divenendo la loro base militare per le operazioni di conquista (ottenendo in cambio da questi la promessa di essere la futura capitale di una Sicilia francese). Le operazioni belliche si svolsero quasi totalmente nel siracusano, poiché era intenzione del re Sole far cadere per prima l'area aretusea - la più fortificata di Sicilia -, convinto che il resto dell'isola l'avrebbe seguita.

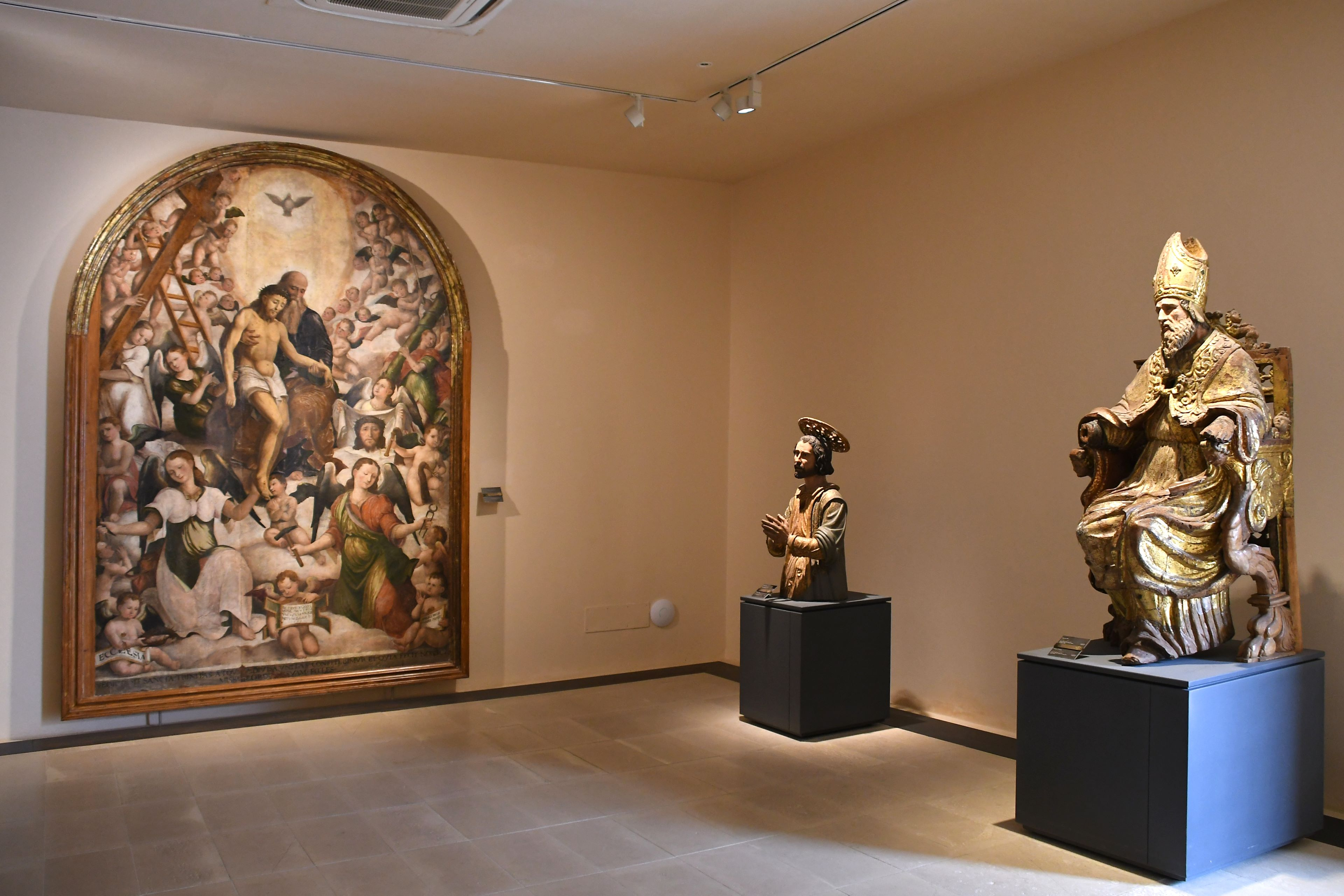
Arte sacra della Siracusa spagnola: sulla tela la deposizione di Gesù dalla Croce, busto di San Regolo e statua di San Biagio (artisti ignoti del XVII secolo, museo di palazzo Bellomo, isola di Ortigia)

I francesi riuscirono a conquistare Augusta, ma non Siracusa, la quale vide in quei frangenti tra le sue mura la morte dell'ammiraglio olandese Michel Adriaenszoon de Ruyter (a seguito della battaglia di Augusta, dove trionfò l'armata francese).
Il re Sole stancatosi della resistenza degli abitanti dei monti Iblei, che non cedevano all'avanzata delle sue truppe, e stanco altresì delle voci che iniziavano a diffondersi alle corti d'Europa riguardo la sua guerra siciliana, firmò la pace con la Spagna, abbandonando la Sicilia e Messina al proprio destino. L'anno successivo, 1679, la Spagna, preoccupata da altre eventuali ribellioni siciliane, sebbene Siracusa e il suo contado le avessero dato ampia dimostrazione di fedeltà, dichiarò la città «piazza d'armi».
Con la guerra di successione spagnola la corona di Sicilia fu al centro della contesa tra gli ultimi Asburgo di Spagna e la dinastia francese dei Borbone: l'arciduca d'Austria Carlo d'Asburgo rifiutò la corona delle Americhe (Reinos de Indias) e della Spagna senza che vi fosse inclusa anche quella della Sicilia, la quale, secondo la divisione dell'Impero spagnolo attuata dalle potenze europee, doveva andare sul capo di Filippo V di Borbone, nipote del re Sole.
Le varie fasi della guerra portarono Filippo V di Borbone a divenire il re di Spagna e delle Americhe, mentre l'arciduca d'Austria fu incoronato re di Sicilia; nemmeno il nuovo re spagnolo aveva però rinunciato pacificamente all'isola mediterranea: nel 1718, attingendo alle risorse monetarie americane, il diviso Impero spagnolo tentò di riammettere tra i propri domini la Sicilia, invadendola, disattendendo quanto stabilito dal trattato di Utrecht, secondo il quale l'isola faceva adesso parte della corona dei Savoia; in una fase che precedette l'arrivo dei tedeschi d'Asburgo. Siracusa rappresentò l'ultima roccaforte piemontese: qui si trincerò, con i propri soldati, il viceré Annibale Maffei, nel tentativo di resistere ai soldati di Spagna.
A dar man forte ai piemontesi giunsero gli inglesi della Gran Bretagna: tra le acque di Siracusa, Avola e Pachino l'Armada Española subì una grave sconfitta ad opera della Royal Navy (battaglia di Capo Passero), che privò totalmente l'Ejército de Tierra del supporto navale per le operazioni siciliane.
Nonostante la Spagna risultasse infine sconfitta (trattato dell'Aia 1720), né i Savoia né tanto meno i tedeschi riuscirono a ottenere in maniera duratura la corona siciliana; essa andò ugualmente alla dinastia dei Borbone, ma con il divieto per questi ultimi di unire i domini franco-spagnoli a quelli italiani (l'Austria, schieratasi con la Russia e la Prussia durante la guerra di successione polacca, si inimicò Luigi XV di Francia, il quale in quel conflitto sosteneva un proprio discendente per il trono polacco, ciò costò agli Asburgo le corone dei regni italiani, poiché i francesi a loro volta strinsero alleanze con la Spagna e con la Gran Bretagna).

### L'epoca borbonica

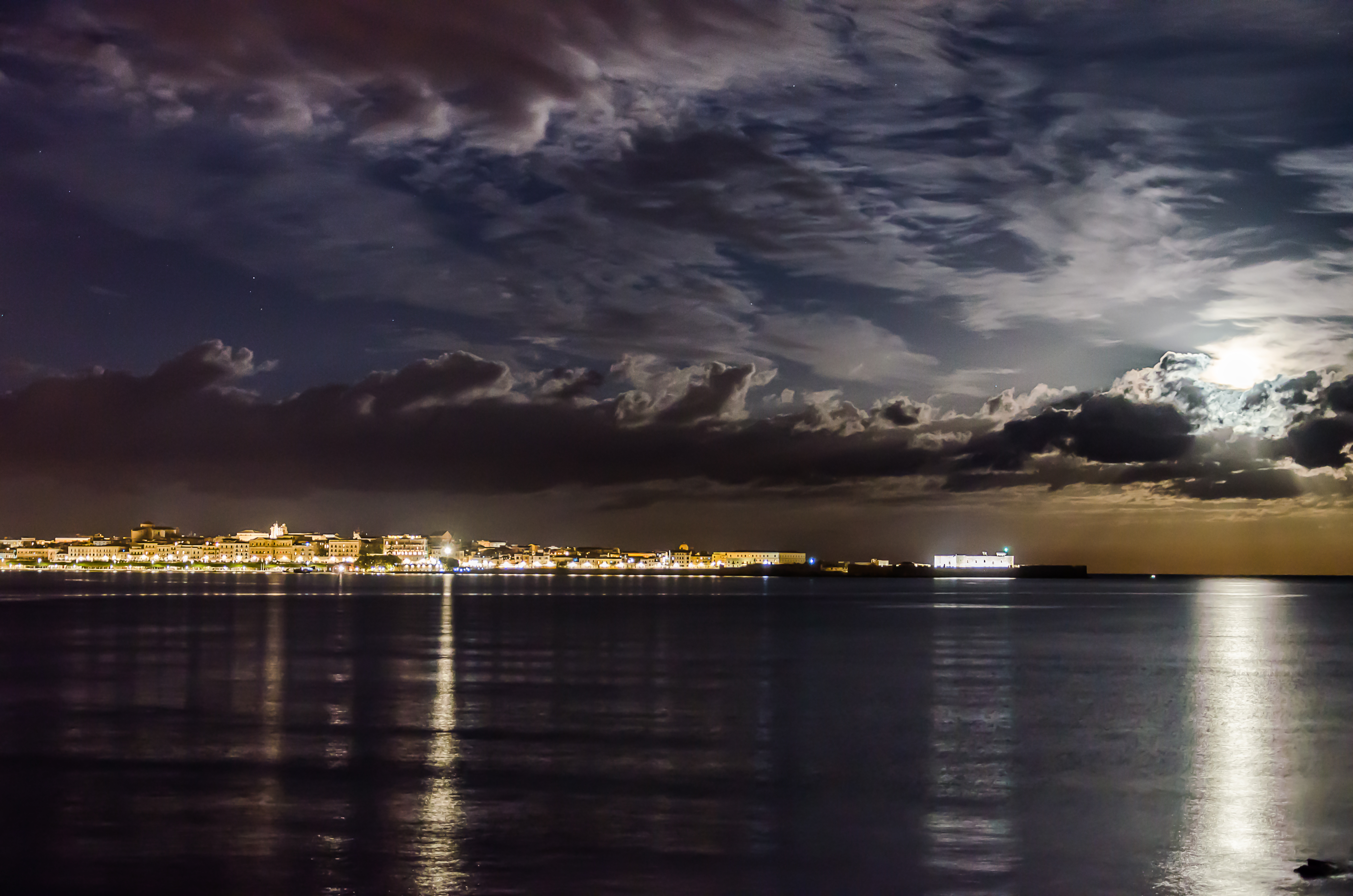
Veduta notturna su Siracusa

Nel 1735 la Siracusa austriaca fu assediata dai soldati dell'infante di Spagna Carlo III di Borbone e fu l'ultima terra siciliana di Carlo d'Asburgo a cedere al nuovo assetto territoriale stabilito dalle corti europee e lo fece con molto danno, poiché gli spagnoli dovettero bombardarla con i cannoni per quasi tutto il mese di maggio.
Vi sono delle versioni contrastanti sulla resa finale della città ai borbonici: secondo alcune cronache dell'epoca essa avvenne perché i tedeschi esaurirono le munizioni e preferirono condizioni di resa dignitose piuttosto che inasprire ulteriormente lo scontro; secondo altre versioni invece il generale degli Asburgo si arrese a seguito di un episodio miracoloso: una bomba cadde al suo fianco ed egli fece un voto a Santa Lucia, impegnandosi a consegnare la città ai Borbone se avesse avuta salva la vita; poiché la bomba non esplose, il generale mantenne la sua parola e il 1 giugno 1735 dichiarò la resa.
Il nuovo dominio italiano (i Borbone mantennero sull'isola il vicereame, risiedendo loro nel Regno di Napoli, la cui corona possedevano in unione personale con quella della Sicilia) portò a Siracusa un lungo periodo di calma ed estraneità ai conflitti europei; la situazione mutò quando Napoleone Bonaparte, a seguito della rivoluzione francese, decise di invadere la penisola italiana e impadronirsi degli Stati dei Borbone.

1812: l'Europa sotto dominio e influenza della Francia. La Sicilia fu uno dei pochissimi paesi europei che riuscì a non essere incorporato nell'Impero di Napoleone

Conquistato il Regno di Napoli, Napoleone si apprestava a invadere la Sicilia, ma non riuscì a mettere in atto la conclusione del suo piano poiché l'isola divenne solida base militare dei britannici: nel 1798 la Royal Navy prese possesso del porto di Siracusa. L'ammiraglio Horatio Nelson attinse in quell'occasione all'acqua della fonte Aretusa (la flotta, diretta in Egitto alla ricerca di Napoleone, qui fece rifornimento di viveri e di acqua), affermando che grazie ad essa gli inglesi avrebbero sconfitto Napoleone (sconfitta che, se pur momentanea, effettivamente avvenne pochi giorni dopo la loro partenza da Siracusa, durante la battaglia del Nilo, rendendo quindi celebre la sua sosta aretusea).
Per tutto il tempo delle guerre napoleoniche la Sicilia fu sotto la protezione militare dell'Impero britannico; tale periodo è stato spesso appellato come il «decennio inglese» siciliano: Siracusa lo visse a pieno, poiché insieme a Palermo fu la sede principale delle operazioni belliche rivolte contro Napoleone. La città aretusea si riempì del denaro dei soldati inglesi, ospitò il comandante della Mediterranean Fleet Cuthbert Collingwood e fu anche la base navale dei soldati della Russia, la quale poi, con gli effetti della pace di Tilsit (una breve alleanza tra lo zar Alessandro Romanov e Napoleone Bonaparte), si vide interdire dai britannici le acque di Siracusa.
Nello stesso periodo - dal 1802 al 1807 - Siracusa fu inoltre la base navale dei soldati degli Stati Uniti d'America: costoro, estranei al contesto delle guerre napoleoniche, si trovavano sull'isola per combattere le guerre barbaresche, qui convissero con la già presente marina russa, ma quando vi giunsero anche i soldati britannici, gli americani dovettero lasciare la città aretusea (gli strascichi della guerra d'indipendenza americana tra Stati Uniti e Gran Bretagna non erano ancora del tutto cessati). Nel 1816, dopo la sconfitta di Napoleone Bonaparte, gli americani tornarono in Sicilia per ottenere dai Borbone - adesso incoronati sovrani del Regno delle Due Sicilie (al congresso di Vienna fu imposta l'unione delle corone di Napoli e Sicilia) - il permesso di far divenire Siracusa la loro base principale nel Mediterraneo; richiesta che venne rigettata ma che fu reiterata ancora una volta nel 1848: il contesto politico era in quel periodo alquanto mutato, poiché l'isola si era ribellata ai Borbone e aveva restaurato il Regno di Sicilia; si trovava in guerra contro il sovrano napoletano e tuttavia rifiutò l'offerta americana, poiché l'Inghilterra, che in quel momento tutelava militarmente i siciliani dai borbonici, se ne mostrò contrariata e i siciliani non desideravano perdere il favore britannico.
Siracusa si ribellò solo a seguito dell'epidemia di colera che nel 1837 ne decimò la popolazione: la città in quell'occasione fu istigata a credere che l'epidemia fosse stata provocata di proposito dagli emissari del governo borbonico, tramite veleni gettati sul cibo e sull'acqua; ciò la condusse a una rivolta militare contro i soldati napoletani e alla successiva adesione ai già esistenti moti rivoluzionari siciliani. Perse inoltre a seguitò di questi eventi il titolo di capoluogo della provincia borbonica orientale delle Due Sicilie (a quel tempo vi erano inclusi anche i territori occidentali degli Iblei), che andò alla vicina Noto.
Nel 1849 la città si arrese al governo borbonico senza ulteriori violenze (gli ammiragli delle potenze navali di Gran Bretagna e Francia pattuirono per essa una resa pacifica), ma aderendo ai moti risorgimentali per l'Unità d'Italia, fu conquistata un decennio dopo dai garibaldini e con il resto dell'isola entrò a far parte nel 1861 del costituito Regno d'Italia.

## Epoca contemporanea
Sul finire del XIX secolo furono distrutte la maggior parte delle fortificazioni d'epoca spagnola e la città cominciò a espandersi sulla terraferma dall'isola di Ortigia, la cui distanza marittima fu quasi del tutto colmata dalla copertura della complessa opera a forma di diamante, risalente anch'essa ai tempi spagnoli.
Con il nuovo Stato politico si ebbe nel 1865 l'istituzione della provincia di Siracusa (che sancì la fine della contesa d'origine borbonica tra siracusani e netini). La provincia però subì negli anni '20 del '900 una separazione territoriale, facendo nascere da essa la nuova provincia di Ragusa.
La divisione territoriale portò al distacco di molti di quei comuni iblei che nei primi decenni novecenteschi avevano fatto guadagnare ai siracusani l'appellativo di «provincia rossa d'Italia»: la rivoluzione russa del 1917, con la conseguente nascita dell'Unione Sovietica nel 1922, ebbe in Sicilia larga eco e l'area del siracusano si tinse particolarmente di rosso: sul suo lato sud-occidentale, nel modicano, si discuteva se fosse o meno il caso di istituire anche qui i Soviet (ritenendo infine i siciliani non pronti per una simile gestione), mentre sul suo lato nord-orientale, a Lentini, veniva istituita persino una Repubblica (caso unico in Italia) di stampo leninista e bolscevico (non riconosciuta politicamente da alcuna istituzione).
L'ascesa del bolscevismo nel siracusano portò parecchia agitazione; in tempi rapidi si sviluppò nell'area il fascismo, che ben prestò soppiantò il comunismo: Ragusa Ibla, all'epoca ancora legata politicamente a Siracusa, fu il primo comune siciliano ad aderire al partito di Benito Mussolini, nel 1919; Siracusa la seguì nel 1920.
Durante il ventennio fascista la città aretusea coltivò diverse ambizioni coloniali: essendo annoverata tra i principali scali marittimi commerciali e militari, per quel che concerneva i nuovi territori dell'Africa italiana, chiese a Mussolini di farle fare il salto successivo, dichiarandola porto franco e proponendola come tappa primaria per la via marittima che dal canale di Suez conduceva alle Indie orientali (entrambi traguardi commerciali ai quali la città ambiva da parecchio tempo); tuttavia il Duce disattese le aspettative dei siracusani e anzi negli anni ridimensionò l'iniziale importanza che aveva dato al porto aretuseo.

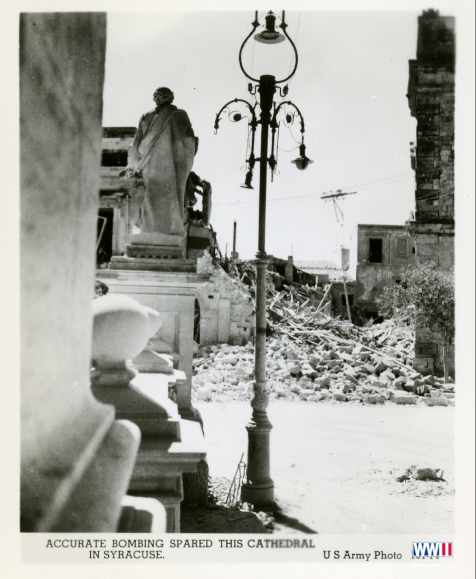
Siracusa, piazza del Duomo tra i «bombardamenti mirati» del 1943 (scatto della US Army, Official Photos Company of Hollywood)

Nel corso della prima fase della seconda guerra mondiale la città subì numerosi bombardamenti aerei, la maggior parte dei quali causati dalla sua vicinanza con l'isola di Malta, divenuta solida base militare britannica. Tra le sue acque si verificarono inoltre diversi episodi bellici (sempre contro gli inglesi di Malta); il più grave di questi fu l'affondamento del transatlantico Conte Rosso, che causò la morte di circa 1.200 soldati italiani.

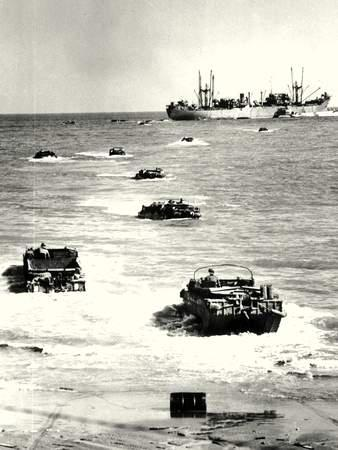
Parte dello sbarco anfibio alleato che avvenne sulle spiagge siracusane tra la notte del 9 luglio e il giorno del 10 luglio 1943

Nel 1943 alla conferenza di Casablanca gli Alleati occidentali decisero di invadere la Sicilia; l'obiettivo era conquistarla per costringere l'Italia a uscire dalle potenze dell'Asse; alleanza che si era formata sul finire degli anni '30 tra l'Italia fascista di Benito Mussolini e la Germania nazista di Adolf Hitler; estesa nel 1940 al Giappone imperiale.
Gli eserciti anglo-americani allestirono una poderosa forza d'attacco anfibia e la diressero contro l'isola, nella sua parte sud-orientale: sulle spiagge siracusane sarebbe approdata la Eastern Naval Task Force dell'ammiraglio Bertram Ramsay, che trasportava l'8ª Armata su 810 navi da guerra e 715 mezzi anfibi (giunti da Alessandria d'Egitto, Suez e Haifa; capisaldi britannici).
Prima che si verificasse l'approdo delle navi, Siracusa la sera del 9 luglio 1943 fu l'obiettivo dell'operazione Ladbroke: iniziativa britannica che consisteva nel lancio di truppe aviotrasportate, che avevano il compito di sabotare le difese costiere aretusee, le quali avrebbero senz'altro ostacolato lo sbarco. Sebbene l'operazione non fu un successo (a causa dei tanti morti britannici, sia per via dei lanci errati sia per via della resistenza incontrata nei pressi del fiume Anapo), il sopraggiungere delle truppe scozzesi, che nel frattempo erano riuscite a sbarcare a Cassibile, determinò ugualmente la capitolazione della città, la sera del 10 luglio.
La presa di Siracusa sancì anche la presa di Augusta: insieme formavano quella che era considerata la base militare siciliana più forte; per tale motivo la loro caduta, in tempi così rapidi, suscitò sgomento negli alti comandi dell'Asse (il borgo di Priolo Gargallo cadde l'11 luglio, Melilli, sede del comando della base, cadde il 12 luglio, così come Augusta). Gli ultimi bombardamenti su Siracusa furono diretti dalla Luftwaffe e dalla Regia Aeronautica, i cui aerei si concentrarono soprattutto sul capoluogo, su Augusta e su Avola, dove risiedeva il grosso della flotta britannica.
La città aretusea fu la sede iniziale del governo militare alleato dei territori occupati (AMGOT). Nei pressi del borgo di Cassibile, esattamente nella contrada Santa Teresa Longarini, nel maniero fortificato detto di San Michele, dove alloggiavano gli alti ufficiali anglo-americani (qui, tra gli altri, giunse in qualità di generale Dwight D. Eisenhower, futuro presidente degli Stati Uniti d'America), fu firmato il 3 settembre 1943 l'armistizio tra l'Italia e gli Alleati.
L'armistizio comportò l'uscita dell'Italia dall'Asse e la sua cobelligeranza con gli Alleati. Nonostante la destituzione di Benito Mussolini e la formazione del Regno del Sud, posto sotto la corona di Vittorio Emanuele III di Savoia, mentre aveva inizio la guerra di liberazione italiana, gli anglo-americani mantennero l'occupazione dell'isola fino alla fase finale della seconda guerra mondiale: in questo periodo i siciliani svilupparono un movimento indipendentista, che protendeva per una Sicilia appartenente agli americani o ai britannici (propositi che cessarono d'esistere dal momento che l'altra parte degli Alleati, ovvero l'Unione Sovietica, che non aveva partecipato allo sbarco siciliano, diede a intendere agli occupanti che i russi non avrebbero permesso questo genere di distacco della Sicilia dall'Italia).
Siracusa, rimasta per lo più estranea agli avvenimenti separatisti, che interessarono soprattutto la parte occidentale dell'isola, fu però per gli Alleati il polso di quel che stava accadendo: questi prestarono particolare attenzione affinché non trionfasse in città un movimento politico comunista o fascista. Le varie anime politiche del conflitto siciliano si placarono a seguito della conferenza di Yalta, nel febbraio del 1945, quando gli Alleati, di comune accordo, restituirono la Sicilia all'Italia, la quale diede successivamente all'isola un'autonomia speciale.

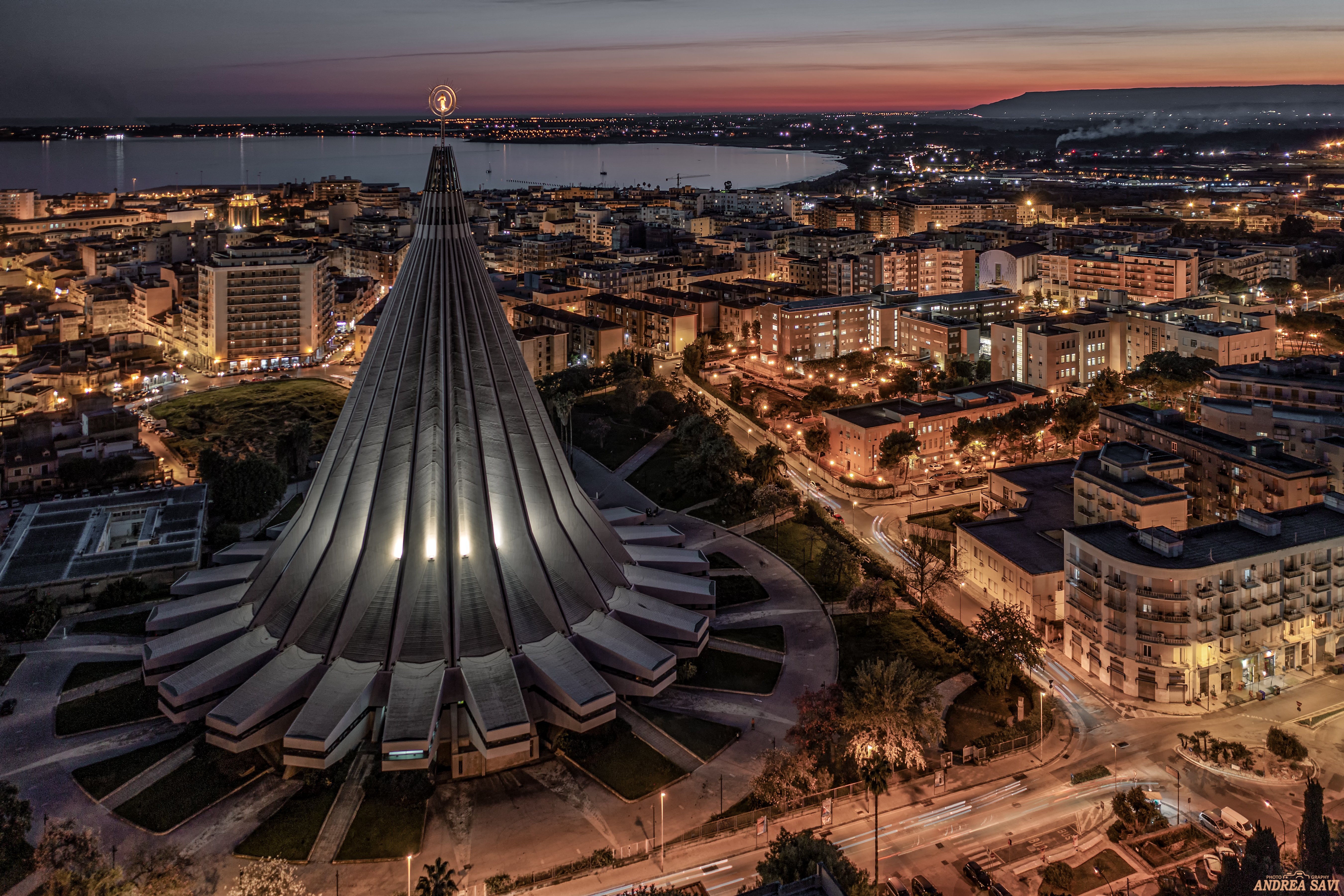
La basilica santuario Madonna delle Lacrime nell'odierno quartiere aretuseo della Neapolis

Nel dopo-guerra si ebbe un periodo di sviluppo industriale e edilizio. Tra la baia di Santa Panagia, Priolo Gargallo, Melilli e Augusta fu costruito il polo petrolchimico siracusano; uno dei maggiori d'Europa, con ricadute significative in termini redditizi ma anche in termini negativi, a causa dell'inquinamento dell'aria e del terreno.

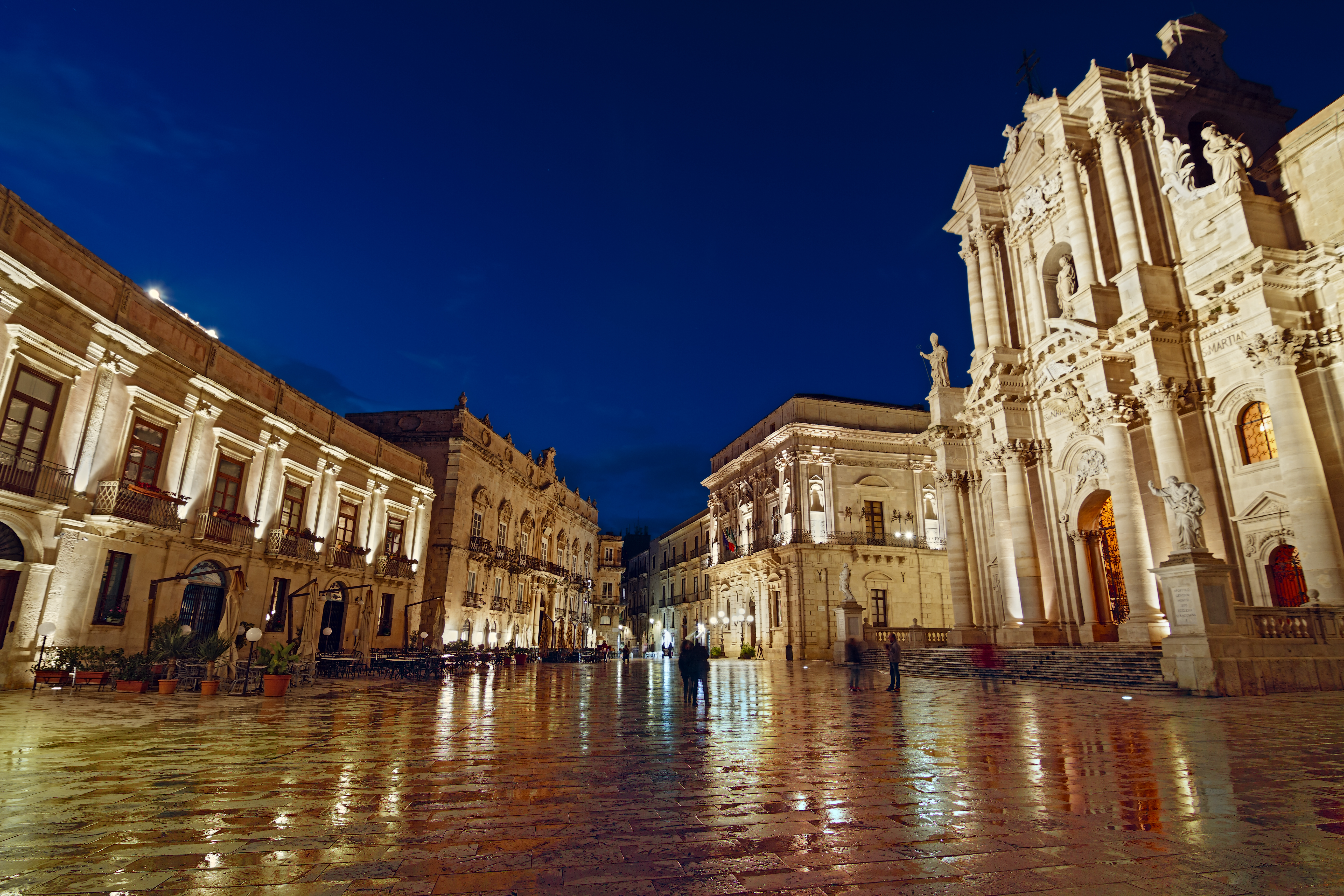
Ortigia, odierna piazza del Duomo: a destra l'ex-tempio di Atena e attuale Duomo di Siracusa; al suo fianco l'ex tempio di Artemide e attuale palazzo del Senato

Nel 1953 si verificò un fatto religioso che la Chiesa cattolica dichiarò poco più tardi miracoloso: da un'effigie mariana di gesso, in seguito appellata Madonna delle Lacrime, scaturirono ripetutamente lacrime (classificate in laboratorio scientifico come di tipo umano), accompagnate da guarigioni rimaste inspiegate; il clamore suscitato dall'evento portò alla fabbricazione del santuario omonimo, ultimato decenni dopo e inaugurato da papa Giovanni Paolo II nel 1994.
Nel 2006 venne in visita il presidente della Repubblica italiana Carlo Azeglio Ciampi, per scoprire la targa che inaugurava l'inserimento di Siracusa, congiuntamente al sito preistorico delle necropoli rupestri di Pantalica, tra i patrimoni dell'umanità tutelati dalle convenzioni dell'UNESCO.
Sebbene faccia parte di diversi progetti dalla rilevanza internazionale (come ad esempio la sua partecipazione al progetto delle  Smarter Cities Challenge, il che l'ha portata ad assumere nel 2012, con il CNR, il titolo pioneristico italiano di prima città intelligente o smart city, 2.0.), la sua situazione socio-economica odierna risulta alquanto sofferente, in linea con il resto dell'attuale contesto siciliano. Molto recentemente si è accresciuto il suo settore terziario, soprattutto grazie al turismo.